# Poniatowscy herbu Ciołek
Poniatowscy – polska rodzina arystokratyczna pieczętująca się herbem szlacheckim Ciołek.

## Historia
Korzenie rodu Poniatowskich nie są do końca znane. Według oficjalnej genealogii wywodzić się on miał z włoskiej rodziny Torellich. Uważa się jednak również, że Poniatowscy w rzeczywistości należeli w XVII wieku do średniozamożnej szlachty małopolskiej, a ich nazwisko wywiedzione zostało od miejscowości Poniatowa, gdzie mieli swój majątek.
Awans społeczny rodzina zawdzięczała w dużej mierze błyskotliwej karierze na początku XVIII wieku, Stanisława Poniatowskiego. Podczas wojny północnej był on na służbie Karola XII. Jako oficer wojsk szwedzkich i dyplomata dosłużył się stopnia generała. Po klęsce Szwecji w wojnie z Rosją przeszedł na stronę Augusta II Mocnego. Wykorzystując swoje zdolności polityczne dorobił się znacznego majątku, a później wżenił się we wpływową rodzinę Czartoryskich i stał się jednym z filarów stronnictwa Familii.
Stanisław Poniatowski z małżeństwa z Konstancją Czartoryską doczekał się licznego potomstwa. Najbardziej znanym jego synem był król polski Stanisław August. 
4 grudnia 1764 Stanisław August Poniatowski przeforsował na Sejmie przyznanie tytułów książąt dla swojego rodzeństwa. Poza tym brat króla, Andrzej Poniatowski w 1765 roku za służbę w armii cesarskiej zdobył tytuł księcia czeskiego, który w drodze dziedziczenia otrzymał jego jedyny syn Józef Poniatowski.
Większość przedstawicieli książęcej linii rodu Poniatowskich wymarła na przełomie XVIII i XIX wieku. Obecnie żyjący książęta z rodu Poniatowskich są potomkami podskarbiego wielkiego litewskiego, Stanisława Poniatowskiego i mieszczki rzymskiej Cassandry Luci. 
Józef Michał Poniatowski i Karol Poniatowski zostali legitymizowani przez Stanisława Poniatowskiego jako jego synowie, a następnie uzyskali w 1847 roku tytuł książęcy w Wielkim Księstwie Toskanii. 
Książę Monterotondo, Józef Michał Poniatowski był wybitnym dyplomatą. W 1850 roku otrzymał on potwierdzonie tytułu księcia w Cesarstwie Austrii. W 1854 roku osiadł we Francji, gdzie otrzymał od Napoleona III godność senatora. Jego potomkowie do dziś są obecni w życiu politycznym Francji. W drugiej połowie XX wieku, Michel Poniatowski był wieloletnim ministrem w różnych rządach V Republiki, jego synowie natomiast są francuskimi parlamentarzystami.

## Przedstawiciele rodu
- Stanisław Poniatowski – kasztelan krakowski
- Kazimierz Poniatowski – podkomorzy koronny
- Stanisław Poniatowski – podskarbi wielki litewski
- Józef Michał Poniatowski – kompozytor operowy i dyplomata włoski i francuski
- Stanisław August Poniatowski – oficer francuski
- Andrzej Poniatowski
- Izabella Poniatowska – żona Jana Klemensa Branickiego i Andrzeja Mokronowskiego
- Stanisław August Poniatowski – król Polski
- Andrzej Poniatowski – feldmarszałek-lejtnant austriacki
- Józef Antoni Poniatowski – generał polski, marszałek Francji
- Józef Poniatowski – oficer francuski
- Michał Jerzy Poniatowski – prymas Polski
- Ignacy Poniatowski – generał polski
- Józef Poniatowski – pułkownik polski
- Philippe Poniatowski – producent wina
- Elena Poniatowska – pisarka meksykańska
- Axel Poniatowski – polityk francuski
- Michel Poniatowski – polityk francuski
- Ladislas Poniatowski – polityk francuski

## Inne osoby o tym nazwisku
- Do rodziny Poniatowskich herbu Ciołek nie należeli:
  - Stanisław Poniatowski, etnograf
  - Juliusz Poniatowski, polityk, ekonomista

## Drzewo genealogiczne Poniatowskich
|                                                                     |                                                                     |                                                                     |                                                                     |                                                                     |                                                                     |  |  |                                                              |                                                              |                                                              |                                                              |                                                              |                                                              |                        |                        |                                                                         |                                                                         |                                                                         |                                                                         | Kasper Poniatowski –1624 Barbara Lisowska                               |                                                                         |                             |                             |                                                                  |                                                                  |                                                                  |                                                                  | | | | | | |                                                                         |                                                                         |                                                                         |                                                                         |                                     |                                     |                                                                      |                                                                      |                                                                      |                                                                      |                                                                      |                                                                      |                         |                         |                                                             |                                                             |                                                             |                                                             |                                                             |                                                             |  |  |                                               |                                               |                                               |                                               |                                               |                                               |  |  |  |  |  |  |  |  |  |  |  |  |  |  |  |  |  |  |  |  |  |  |  |  |  |  |  |  |  |  |  |  |  |  |  |  |  |  |
|                                                                     |                                                                     |                                                                     |                                                                     |                                                                     |                                                                     |  |  |                                                              |                                                              |                                                              |                                                              |                                                              |                                                              |                        |                        |                                                                         |                                                                         |                                                                         |                                                                         |                                                                         |                                                                         |                             |                             |                                                                  |                                                                  |                                                                  |                                                                  | | | | | | |                                                                         |                                                                         |                                                                         |                                                                         |                                     |                                     |                                                                      |                                                                      |                                                                      |                                                                      |                                                                      |                                                                      |                         |                         |                                                             |                                                             |                                                             |                                                             |                                                             |                                                             |  |  |                                               |                                               |                                               |                                               |                                               |                                               |  |  |  |  |  |  |  |  |  |  |  |  |  |  |  |  |  |  |  |  |  |  |  |  |  |  |  |  |  |  |  |  |  |  |  |  |  |  |
|                                                                     |                                                                     |                                                                     |                                                                     |                                                                     |                                                                     |  |  |                                                              |                                                              |                                                              |                                                              |                                                              |                                                              |                        |                        |                                                                         |                                                                         |                                                                         |                                                                         |                                                                         |                                                                         |                             |                             |                                                                  |                                                                  |                                                                  |                                                                  | | | | | | |                                                                         |                                                                         |                                                                         |                                                                         |                                     |                                     |                                                                      |                                                                      |                                                                      |                                                                      |                                                                      |                                                                      |                         |                         |                                                             |                                                             |                                                             |                                                             |                                                             |                                                             |  |  |                                               |                                               |                                               |                                               |                                               |                                               |  |  |  |  |  |  |  |  |  |  |  |  |  |  |  |  |  |  |  |  |  |  |  |  |  |  |  |  |  |  |  |  |  |  |  |  |  |  |
|                                                                     |                                                                     |                                                                     |                                                                     |                                                                     |                                                                     |  |  | Adam Poniatowski                                             | Adam Poniatowski                                             | Adam Poniatowski                                             | Adam Poniatowski                                             | Adam Poniatowski                                             | Adam Poniatowski                                             |                        |                        |                                                                         |                                                                         |                                                                         |                                                                         |                                                                         |                                                                         |                             |                             |                                                                  |                                                                  |                                                                  |                                                                  | Jan Poniatowski 1630–1676 Jadwiga Maciejowska                                                             | Jan Poniatowski 1630–1676 Jadwiga Maciejowska                                                             | Jan Poniatowski 1630–1676 Jadwiga Maciejowska                                                             | Jan Poniatowski 1630–1676 Jadwiga Maciejowska                                                             | Jan Poniatowski 1630–1676 Jadwiga Maciejowska                                                             | Jan Poniatowski 1630–1676 Jadwiga Maciejowska                                                             |                                                                         |                                                                         |                                                                         |                                                                         |                                     |                                     |                                                                      |                                                                      |                                                                      |                                                                      |                                                                      |                                                                      |                         |                         |                                                             |                                                             |                                                             |                                                             |                                                             |                                                             |  |  |                                               |                                               |                                               |                                               |                                               |                                               |  |  |  |  |  |  |  |  |  |  |  |  |  |  |  |  |  |  |  |  |  |  |  |  |  |  |  |  |  |  |  |  |  |  |  |  |  |  |
|                                                                     |                                                                     |                                                                     |                                                                     |                                                                     |                                                                     |  |  | Adam Poniatowski                                             | Adam Poniatowski                                             | Adam Poniatowski                                             | Adam Poniatowski                                             | Adam Poniatowski                                             | Adam Poniatowski                                             |                        |                        |                                                                         |                                                                         |                                                                         |                                                                         |                                                                         |                                                                         |                             |                             |                                                                  |                                                                  |                                                                  |                                                                  | Jan Poniatowski 1630–1676 Jadwiga Maciejowska                                                             | Jan Poniatowski 1630–1676 Jadwiga Maciejowska                                                             | Jan Poniatowski 1630–1676 Jadwiga Maciejowska                                                             | Jan Poniatowski 1630–1676 Jadwiga Maciejowska                                                             | Jan Poniatowski 1630–1676 Jadwiga Maciejowska                                                             | Jan Poniatowski 1630–1676 Jadwiga Maciejowska                                                             |                                                                         |                                                                         |                                                                         |                                                                         |                                     |                                     |                                                                      |                                                                      |                                                                      |                                                                      |                                                                      |                                                                      |                         |                         |                                                             |                                                             |                                                             |                                                             |                                                             |                                                             |  |  |                                               |                                               |                                               |                                               |                                               |                                               |  |  |  |  |  |  |  |  |  |  |  |  |  |  |  |  |  |  |  |  |  |  |  |  |  |  |  |  |  |  |  |  |  |  |  |  |  |  |
|                                                                     |                                                                     |                                                                     |                                                                     |                                                                     |                                                                     |  |  |                                                              |                                                              |                                                              |                                                              |                                                              |                                                              |                        |                        |                                                                         |                                                                         |                                                                         |                                                                         |                                                                         |                                                                         |                             |                             |                                                                  |                                                                  |                                                                  |                                                                  | | | | | | |                                                                         |                                                                         |                                                                         |                                                                         |                                     |                                     |                                                                      |                                                                      |                                                                      |                                                                      |                                                                      |                                                                      |                         |                         |                                                             |                                                             |                                                             |                                                             |                                                             |                                                             |  |  |                                               |                                               |                                               |                                               |                                               |                                               |  |  |  |  |  |  |  |  |  |  |  |  |  |  |  |  |  |  |  |  |  |  |  |  |  |  |  |  |  |  |  |  |  |  |  |  |  |  |
|                                                                     |                                                                     |                                                                     |                                                                     |                                                                     |                                                                     |  |  |                                                              |                                                              |                                                              |                                                              |                                                              |                                                              |                        |                        |                                                                         |                                                                         |                                                                         |                                                                         |                                                                         |                                                                         |                             |                             |                                                                  |                                                                  |                                                                  |                                                                  | | | | | | |                                                                         |                                                                         |                                                                         |                                                                         |                                     |                                     |                                                                      |                                                                      |                                                                      |                                                                      |                                                                      |                                                                      |                         |                         |                                                             |                                                             |                                                             |                                                             |                                                             |                                                             |  |  |                                               |                                               |                                               |                                               |                                               |                                               |  |  |  |  |  |  |  |  |  |  |  |  |  |  |  |  |  |  |  |  |  |  |  |  |  |  |  |  |  |  |  |  |  |  |  |  |  |  |
| Ignacy Poniatowski                                                  | Ignacy Poniatowski                                                  | Ignacy Poniatowski                                                  | Ignacy Poniatowski                                                  | Ignacy Poniatowski                                                  | Ignacy Poniatowski                                                  |  |  | Adam Poniatowski                                             | Adam Poniatowski                                             | Adam Poniatowski                                             | Adam Poniatowski                                             | Adam Poniatowski                                             | Adam Poniatowski                                             |                        |                        | Elżbieta Zofia Poniatowska Krzysztof Skrzetuski                         | Elżbieta Zofia Poniatowska Krzysztof Skrzetuski                         | Elżbieta Zofia Poniatowska Krzysztof Skrzetuski                         | Elżbieta Zofia Poniatowska Krzysztof Skrzetuski                         | Elżbieta Zofia Poniatowska Krzysztof Skrzetuski                         | Elżbieta Zofia Poniatowska Krzysztof Skrzetuski                         |                             |                             |                                                                  |                                                                  |                                                                  |                                                                  | Franciszek Poniatowski 1640–1691 Helena Niewiarowska                                                      | Franciszek Poniatowski 1640–1691 Helena Niewiarowska                                                      | Franciszek Poniatowski 1640–1691 Helena Niewiarowska                                                      | Franciszek Poniatowski 1640–1691 Helena Niewiarowska                                                      | Franciszek Poniatowski 1640–1691 Helena Niewiarowska                                                      | Franciszek Poniatowski 1640–1691 Helena Niewiarowska                                                      |                                                                         |                                                                         |                                                                         |                                                                         |                                     |                                     |                                                                      |                                                                      |                                                                      |                                                                      |                                                                      |                                                                      |                         |                         |                                                             |                                                             |                                                             |                                                             |                                                             |                                                             |  |  |                                               |                                               |                                               |                                               |                                               |                                               |  |  |  |  |  |  |  |  |  |  |  |  |  |  |  |  |  |  |  |  |  |  |  |  |  |  |  |  |  |  |  |  |  |  |  |  |  |  |
| Ignacy Poniatowski                                                  | Ignacy Poniatowski                                                  | Ignacy Poniatowski                                                  | Ignacy Poniatowski                                                  | Ignacy Poniatowski                                                  | Ignacy Poniatowski                                                  |  |  | Adam Poniatowski                                             | Adam Poniatowski                                             | Adam Poniatowski                                             | Adam Poniatowski                                             | Adam Poniatowski                                             | Adam Poniatowski                                             |                        |                        | Elżbieta Zofia Poniatowska Krzysztof Skrzetuski                         | Elżbieta Zofia Poniatowska Krzysztof Skrzetuski                         | Elżbieta Zofia Poniatowska Krzysztof Skrzetuski                         | Elżbieta Zofia Poniatowska Krzysztof Skrzetuski                         | Elżbieta Zofia Poniatowska Krzysztof Skrzetuski                         | Elżbieta Zofia Poniatowska Krzysztof Skrzetuski                         |                             |                             |                                                                  |                                                                  |                                                                  |                                                                  | Franciszek Poniatowski 1640–1691 Helena Niewiarowska                                                      | Franciszek Poniatowski 1640–1691 Helena Niewiarowska                                                      | Franciszek Poniatowski 1640–1691 Helena Niewiarowska                                                      | Franciszek Poniatowski 1640–1691 Helena Niewiarowska                                                      | Franciszek Poniatowski 1640–1691 Helena Niewiarowska                                                      | Franciszek Poniatowski 1640–1691 Helena Niewiarowska                                                      |                                                                         |                                                                         |                                                                         |                                                                         |                                     |                                     |                                                                      |                                                                      |                                                                      |                                                                      |                                                                      |                                                                      |                         |                         |                                                             |                                                             |                                                             |                                                             |                                                             |                                                             |  |  |                                               |                                               |                                               |                                               |                                               |                                               |  |  |  |  |  |  |  |  |  |  |  |  |  |  |  |  |  |  |  |  |  |  |  |  |  |  |  |  |  |  |  |  |  |  |  |  |  |  |
|                                                                     |                                                                     |                                                                     |                                                                     |                                                                     |                                                                     |  |  |                                                              |                                                              |                                                              |                                                              |                                                              |                                                              |                        |                        |                                                                         |                                                                         |                                                                         |                                                                         |                                                                         |                                                                         |                             |                             |                                                                  |                                                                  |                                                                  |                                                                  | | | | | | |                                                                         |                                                                         |                                                                         |                                                                         |                                     |                                     |                                                                      |                                                                      |                                                                      |                                                                      |                                                                      |                                                                      |                         |                         |                                                             |                                                             |                                                             |                                                             |                                                             |                                                             |  |  |                                               |                                               |                                               |                                               |                                               |                                               |  |  |  |  |  |  |  |  |  |  |  |  |  |  |  |  |  |  |  |  |  |  |  |  |  |  |  |  |  |  |  |  |  |  |  |  |  |  |
|                                                                     |                                                                     |                                                                     |                                                                     |                                                                     |                                                                     |  |  |                                                              |                                                              |                                                              |                                                              |                                                              |                                                              |                        |                        |                                                                         |                                                                         |                                                                         |                                                                         |                                                                         |                                                                         |                             |                             |                                                                  |                                                                  |                                                                  |                                                                  | | | | | | |                                                                         |                                                                         |                                                                         |                                                                         |                                     |                                     |                                                                      |                                                                      |                                                                      |                                                                      |                                                                      |                                                                      |                         |                         |                                                             |                                                             |                                                             |                                                             |                                                             |                                                             |  |  |                                               |                                               |                                               |                                               |                                               |                                               |  |  |  |  |  |  |  |  |  |  |  |  |  |  |  |  |  |  |  |  |  |  |  |  |  |  |  |  |  |  |  |  |  |  |  |  |  |  |
|                                                                     |                                                                     |                                                                     |                                                                     |                                                                     |                                                                     |  |  |                                                              |                                                              |                                                              |                                                              | Aleksander Poniatowski                                       | Aleksander Poniatowski                                       | Aleksander Poniatowski | Aleksander Poniatowski | Aleksander Poniatowski                                                  | Aleksander Poniatowski                                                  |                                                                         |                                                                         | Józef Poniatowski 1674–1731                                             | Józef Poniatowski 1674–1731                                             | Józef Poniatowski 1674–1731 | Józef Poniatowski 1674–1731 | Józef Poniatowski 1674–1731                                      | Józef Poniatowski 1674–1731                                      |                                                                  |                                                                  | Stanisław Poniatowski (kasztelan krakowski) 1676–1762 Teresa Woynianka-Jasieniecka Konstancja Czartoryska | Stanisław Poniatowski (kasztelan krakowski) 1676–1762 Teresa Woynianka-Jasieniecka Konstancja Czartoryska | Stanisław Poniatowski (kasztelan krakowski) 1676–1762 Teresa Woynianka-Jasieniecka Konstancja Czartoryska | Stanisław Poniatowski (kasztelan krakowski) 1676–1762 Teresa Woynianka-Jasieniecka Konstancja Czartoryska | Stanisław Poniatowski (kasztelan krakowski) 1676–1762 Teresa Woynianka-Jasieniecka Konstancja Czartoryska | Stanisław Poniatowski (kasztelan krakowski) 1676–1762 Teresa Woynianka-Jasieniecka Konstancja Czartoryska |                                                                         |                                                                         | Michał Jacenty Poniatowski 1678–                                        | Michał Jacenty Poniatowski 1678–                                        | Michał Jacenty Poniatowski 1678–    | Michał Jacenty Poniatowski 1678–    | Michał Jacenty Poniatowski 1678–                                     | Michał Jacenty Poniatowski 1678–                                     |                                                                      |                                                                      | Zofia Poniatowska 1680–                                              | Zofia Poniatowska 1680–                                              | Zofia Poniatowska 1680– | Zofia Poniatowska 1680– | Zofia Poniatowska 1680–                                     | Zofia Poniatowska 1680–                                     |                                                             |                                                             |                                                             |                                                             |  |  |                                               |                                               |                                               |                                               |                                               |                                               |  |  |  |  |  |  |  |  |  |  |  |  |  |  |  |  |  |  |  |  |  |  |  |  |  |  |  |  |  |  |  |  |  |  |  |  |  |  |
|                                                                     |                                                                     |                                                                     |                                                                     |                                                                     |                                                                     |  |  |                                                              |                                                              |                                                              |                                                              | Aleksander Poniatowski                                       | Aleksander Poniatowski                                       | Aleksander Poniatowski | Aleksander Poniatowski | Aleksander Poniatowski                                                  | Aleksander Poniatowski                                                  |                                                                         |                                                                         | Józef Poniatowski 1674–1731                                             | Józef Poniatowski 1674–1731                                             | Józef Poniatowski 1674–1731 | Józef Poniatowski 1674–1731 | Józef Poniatowski 1674–1731                                      | Józef Poniatowski 1674–1731                                      |                                                                  |                                                                  | Stanisław Poniatowski (kasztelan krakowski) 1676–1762 Teresa Woynianka-Jasieniecka Konstancja Czartoryska | Stanisław Poniatowski (kasztelan krakowski) 1676–1762 Teresa Woynianka-Jasieniecka Konstancja Czartoryska | Stanisław Poniatowski (kasztelan krakowski) 1676–1762 Teresa Woynianka-Jasieniecka Konstancja Czartoryska | Stanisław Poniatowski (kasztelan krakowski) 1676–1762 Teresa Woynianka-Jasieniecka Konstancja Czartoryska | Stanisław Poniatowski (kasztelan krakowski) 1676–1762 Teresa Woynianka-Jasieniecka Konstancja Czartoryska | Stanisław Poniatowski (kasztelan krakowski) 1676–1762 Teresa Woynianka-Jasieniecka Konstancja Czartoryska |                                                                         |                                                                         | Michał Jacenty Poniatowski 1678–                                        | Michał Jacenty Poniatowski 1678–                                        | Michał Jacenty Poniatowski 1678–    | Michał Jacenty Poniatowski 1678–    | Michał Jacenty Poniatowski 1678–                                     | Michał Jacenty Poniatowski 1678–                                     |                                                                      |                                                                      | Zofia Poniatowska 1680–                                              | Zofia Poniatowska 1680–                                              | Zofia Poniatowska 1680– | Zofia Poniatowska 1680– | Zofia Poniatowska 1680–                                     | Zofia Poniatowska 1680–                                     |                                                             |                                                             |                                                             |                                                             |  |  |                                               |                                               |                                               |                                               |                                               |                                               |  |  |  |  |  |  |  |  |  |  |  |  |  |  |  |  |  |  |  |  |  |  |  |  |  |  |  |  |  |  |  |  |  |  |  |  |  |  |
|                                                                     |                                                                     |                                                                     |                                                                     |                                                                     |                                                                     |  |  |                                                              |                                                              |                                                              |                                                              |                                                              |                                                              |                        |                        |                                                                         |                                                                         |                                                                         |                                                                         |                                                                         |                                                                         |                             |                             |                                                                  |                                                                  |                                                                  |                                                                  | | | | | | |                                                                         |                                                                         |                                                                         |                                                                         |                                     |                                     |                                                                      |                                                                      |                                                                      |                                                                      |                                                                      |                                                                      |                         |                         |                                                             |                                                             |                                                             |                                                             |                                                             |                                                             |  |  |                                               |                                               |                                               |                                               |                                               |                                               |  |  |  |  |  |  |  |  |  |  |  |  |  |  |  |  |  |  |  |  |  |  |  |  |  |  |  |  |  |  |  |  |  |  |  |  |  |  |
|                                                                     |                                                                     |                                                                     |                                                                     |                                                                     |                                                                     |  |  |                                                              |                                                              |                                                              |                                                              |                                                              |                                                              |                        |                        |                                                                         |                                                                         |                                                                         |                                                                         |                                                                         |                                                                         |                             |                             |                                                                  |                                                                  |                                                                  |                                                                  | | | | | | |                                                                         |                                                                         |                                                                         |                                                                         |                                     |                                     |                                                                      |                                                                      |                                                                      |                                                                      |                                                                      |                                                                      |                         |                         |                                                             |                                                             |                                                             |                                                             |                                                             |                                                             |  |  |                                               |                                               |                                               |                                               |                                               |                                               |  |  |  |  |  |  |  |  |  |  |  |  |  |  |  |  |  |  |  |  |  |  |  |  |  |  |  |  |  |  |  |  |  |  |  |  |  |  |
| Kazimierz Poniatowski 1721–1800 Apollonia Ustrzycka                 | Kazimierz Poniatowski 1721–1800 Apollonia Ustrzycka                 | Kazimierz Poniatowski 1721–1800 Apollonia Ustrzycka                 | Kazimierz Poniatowski 1721–1800 Apollonia Ustrzycka                 | Kazimierz Poniatowski 1721–1800 Apollonia Ustrzycka                 | Kazimierz Poniatowski 1721–1800 Apollonia Ustrzycka                 |  |  | Franciszek Poniatowski 1723–1749                             | Franciszek Poniatowski 1723–1749                             | Franciszek Poniatowski 1723–1749                             | Franciszek Poniatowski 1723–1749                             | Franciszek Poniatowski 1723–1749                             | Franciszek Poniatowski 1723–1749                             |                        |                        | Aleksander Poniatowski 1725–1744                                        | Aleksander Poniatowski 1725–1744                                        | Aleksander Poniatowski 1725–1744                                        | Aleksander Poniatowski 1725–1744                                        | Aleksander Poniatowski 1725–1744                                        | Aleksander Poniatowski 1725–1744                                        |                             |                             | Ludwika Maria Poniatowska 1728–1804 Jan Jakub Zamoyski           | Ludwika Maria Poniatowska 1728–1804 Jan Jakub Zamoyski           | Ludwika Maria Poniatowska 1728–1804 Jan Jakub Zamoyski           | Ludwika Maria Poniatowska 1728–1804 Jan Jakub Zamoyski           | Ludwika Maria Poniatowska 1728–1804 Jan Jakub Zamoyski                                                    | Ludwika Maria Poniatowska 1728–1804 Jan Jakub Zamoyski                                                    | | | Izabella Poniatowska 1730–1808 Jan Klemens Branicki Andrzej Mokronowski                                   | Izabella Poniatowska 1730–1808 Jan Klemens Branicki Andrzej Mokronowski                                   | Izabella Poniatowska 1730–1808 Jan Klemens Branicki Andrzej Mokronowski | Izabella Poniatowska 1730–1808 Jan Klemens Branicki Andrzej Mokronowski | Izabella Poniatowska 1730–1808 Jan Klemens Branicki Andrzej Mokronowski | Izabella Poniatowska 1730–1808 Jan Klemens Branicki Andrzej Mokronowski |                                     |                                     | Stanisław August Poniatowski 1732–1798 Elżbieta Szydłowska Grabowska | Stanisław August Poniatowski 1732–1798 Elżbieta Szydłowska Grabowska | Stanisław August Poniatowski 1732–1798 Elżbieta Szydłowska Grabowska | Stanisław August Poniatowski 1732–1798 Elżbieta Szydłowska Grabowska | Stanisław August Poniatowski 1732–1798 Elżbieta Szydłowska Grabowska | Stanisław August Poniatowski 1732–1798 Elżbieta Szydłowska Grabowska |                         |                         | Andrzej Poniatowski 1734–1773 Maria von Wchinitz und Tettau | Andrzej Poniatowski 1734–1773 Maria von Wchinitz und Tettau | Andrzej Poniatowski 1734–1773 Maria von Wchinitz und Tettau | Andrzej Poniatowski 1734–1773 Maria von Wchinitz und Tettau | Andrzej Poniatowski 1734–1773 Maria von Wchinitz und Tettau | Andrzej Poniatowski 1734–1773 Maria von Wchinitz und Tettau |  |  | Michał Jerzy Poniatowski 1736–1794            | Michał Jerzy Poniatowski 1736–1794            | Michał Jerzy Poniatowski 1736–1794            | Michał Jerzy Poniatowski 1736–1794            | Michał Jerzy Poniatowski 1736–1794            | Michał Jerzy Poniatowski 1736–1794            |  |  |  |  |  |  |  |  |  |  |  |  |  |  |  |  |  |  |  |  |  |  |  |  |  |  |  |  |  |  |  |  |  |  |  |  |  |  |
| Kazimierz Poniatowski 1721–1800 Apollonia Ustrzycka                 | Kazimierz Poniatowski 1721–1800 Apollonia Ustrzycka                 | Kazimierz Poniatowski 1721–1800 Apollonia Ustrzycka                 | Kazimierz Poniatowski 1721–1800 Apollonia Ustrzycka                 | Kazimierz Poniatowski 1721–1800 Apollonia Ustrzycka                 | Kazimierz Poniatowski 1721–1800 Apollonia Ustrzycka                 |  |  | Franciszek Poniatowski 1723–1749                             | Franciszek Poniatowski 1723–1749                             | Franciszek Poniatowski 1723–1749                             | Franciszek Poniatowski 1723–1749                             | Franciszek Poniatowski 1723–1749                             | Franciszek Poniatowski 1723–1749                             |                        |                        | Aleksander Poniatowski 1725–1744                                        | Aleksander Poniatowski 1725–1744                                        | Aleksander Poniatowski 1725–1744                                        | Aleksander Poniatowski 1725–1744                                        | Aleksander Poniatowski 1725–1744                                        | Aleksander Poniatowski 1725–1744                                        |                             |                             | Ludwika Maria Poniatowska 1728–1804 Jan Jakub Zamoyski           | Ludwika Maria Poniatowska 1728–1804 Jan Jakub Zamoyski           | Ludwika Maria Poniatowska 1728–1804 Jan Jakub Zamoyski           | Ludwika Maria Poniatowska 1728–1804 Jan Jakub Zamoyski           | Ludwika Maria Poniatowska 1728–1804 Jan Jakub Zamoyski                                                    | Ludwika Maria Poniatowska 1728–1804 Jan Jakub Zamoyski                                                    | | | Izabella Poniatowska 1730–1808 Jan Klemens Branicki Andrzej Mokronowski                                   | Izabella Poniatowska 1730–1808 Jan Klemens Branicki Andrzej Mokronowski                                   | Izabella Poniatowska 1730–1808 Jan Klemens Branicki Andrzej Mokronowski | Izabella Poniatowska 1730–1808 Jan Klemens Branicki Andrzej Mokronowski | Izabella Poniatowska 1730–1808 Jan Klemens Branicki Andrzej Mokronowski | Izabella Poniatowska 1730–1808 Jan Klemens Branicki Andrzej Mokronowski |                                     |                                     | Stanisław August Poniatowski 1732–1798 Elżbieta Szydłowska Grabowska | Stanisław August Poniatowski 1732–1798 Elżbieta Szydłowska Grabowska | Stanisław August Poniatowski 1732–1798 Elżbieta Szydłowska Grabowska | Stanisław August Poniatowski 1732–1798 Elżbieta Szydłowska Grabowska | Stanisław August Poniatowski 1732–1798 Elżbieta Szydłowska Grabowska | Stanisław August Poniatowski 1732–1798 Elżbieta Szydłowska Grabowska |                         |                         | Andrzej Poniatowski 1734–1773 Maria von Wchinitz und Tettau | Andrzej Poniatowski 1734–1773 Maria von Wchinitz und Tettau | Andrzej Poniatowski 1734–1773 Maria von Wchinitz und Tettau | Andrzej Poniatowski 1734–1773 Maria von Wchinitz und Tettau | Andrzej Poniatowski 1734–1773 Maria von Wchinitz und Tettau | Andrzej Poniatowski 1734–1773 Maria von Wchinitz und Tettau |  |  | Michał Jerzy Poniatowski 1736–1794            | Michał Jerzy Poniatowski 1736–1794            | Michał Jerzy Poniatowski 1736–1794            | Michał Jerzy Poniatowski 1736–1794            | Michał Jerzy Poniatowski 1736–1794            | Michał Jerzy Poniatowski 1736–1794            |  |  |  |  |  |  |  |  |  |  |  |  |  |  |  |  |  |  |  |  |  |  |  |  |  |  |  |  |  |  |  |  |  |  |  |  |  |  |
|                                                                     |                                                                     |                                                                     |                                                                     |                                                                     |                                                                     |  |  |                                                              |                                                              |                                                              |                                                              |                                                              |                                                              |                        |                        |                                                                         |                                                                         |                                                                         |                                                                         |                                                                         |                                                                         |                             |                             |                                                                  |                                                                  |                                                                  |                                                                  | | | | | | |                                                                         |                                                                         |                                                                         |                                                                         |                                     |                                     |                                                                      |                                                                      |                                                                      |                                                                      |                                                                      |                                                                      |                         |                         |                                                             |                                                             |                                                             |                                                             |                                                             |                                                             |  |  |                                               |                                               |                                               |                                               |                                               |                                               |  |  |  |  |  |  |  |  |  |  |  |  |  |  |  |  |  |  |  |  |  |  |  |  |  |  |  |  |  |  |  |  |  |  |  |  |  |  |
|                                                                     |                                                                     |                                                                     |                                                                     |                                                                     |                                                                     |  |  |                                                              |                                                              |                                                              |                                                              |                                                              |                                                              |                        |                        |                                                                         |                                                                         |                                                                         |                                                                         |                                                                         |                                                                         |                             |                             |                                                                  |                                                                  |                                                                  |                                                                  | | | | | | |                                                                         |                                                                         |                                                                         |                                                                         |                                     |                                     |                                                                      |                                                                      |                                                                      |                                                                      |                                                                      |                                                                      |                         |                         |                                                             |                                                             |                                                             |                                                             |                                                             |                                                             |  |  |                                               |                                               |                                               |                                               |                                               |                                               |  |  |  |  |  |  |  |  |  |  |  |  |  |  |  |  |  |  |  |  |  |  |  |  |  |  |  |  |  |  |  |  |  |  |  |  |  |  |
| Stanisław Poniatowski (podskarbi litewski) 1754–1833 Cassandra Luci | Stanisław Poniatowski (podskarbi litewski) 1754–1833 Cassandra Luci | Stanisław Poniatowski (podskarbi litewski) 1754–1833 Cassandra Luci | Stanisław Poniatowski (podskarbi litewski) 1754–1833 Cassandra Luci | Stanisław Poniatowski (podskarbi litewski) 1754–1833 Cassandra Luci | Stanisław Poniatowski (podskarbi litewski) 1754–1833 Cassandra Luci |  |  | Katarzyna Poniatowska 1756–1773                              | Katarzyna Poniatowska 1756–1773                              | Katarzyna Poniatowska 1756–1773                              | Katarzyna Poniatowska 1756–1773                              | Katarzyna Poniatowska 1756–1773                              | Katarzyna Poniatowska 1756–1773                              |                        |                        | Konstancja Poniatowska 1759–1830 Ludwik Tyszkiewicz                     | Konstancja Poniatowska 1759–1830 Ludwik Tyszkiewicz                     | Konstancja Poniatowska 1759–1830 Ludwik Tyszkiewicz                     | Konstancja Poniatowska 1759–1830 Ludwik Tyszkiewicz                     | Konstancja Poniatowska 1759–1830 Ludwik Tyszkiewicz                     | Konstancja Poniatowska 1759–1830 Ludwik Tyszkiewicz                     |                             |                             | Michał Grabowski Poniatowski 1773–1812                           | Michał Grabowski Poniatowski 1773–1812                           | Michał Grabowski Poniatowski 1773–1812                           | Michał Grabowski Poniatowski 1773–1812                           | Michał Grabowski Poniatowski 1773–1812                                                                    | Michał Grabowski Poniatowski 1773–1812                                                                    | | | Izabela Grabowska Sobolewska 1776–1858                                                                    | Izabela Grabowska Sobolewska 1776–1858                                                                    | Izabela Grabowska Sobolewska 1776–1858                                  | Izabela Grabowska Sobolewska 1776–1858                                  | Izabela Grabowska Sobolewska 1776–1858                                  | Izabela Grabowska Sobolewska 1776–1858                                  |                                     |                                     | Stanisław Grabowski Poniatowski 1780–1845                            | Stanisław Grabowski Poniatowski 1780–1845                            | Stanisław Grabowski Poniatowski 1780–1845                            | Stanisław Grabowski Poniatowski 1780–1845                            | Stanisław Grabowski Poniatowski 1780–1845                            | Stanisław Grabowski Poniatowski 1780–1845                            |                         |                         | Maria Teresa Poniatowska 1760–1834 Wincenty Tyszkiewicz     | Maria Teresa Poniatowska 1760–1834 Wincenty Tyszkiewicz     | Maria Teresa Poniatowska 1760–1834 Wincenty Tyszkiewicz     | Maria Teresa Poniatowska 1760–1834 Wincenty Tyszkiewicz     | Maria Teresa Poniatowska 1760–1834 Wincenty Tyszkiewicz     | Maria Teresa Poniatowska 1760–1834 Wincenty Tyszkiewicz     |  |  | Józef Poniatowski 1763–1813                   | Józef Poniatowski 1763–1813                   | Józef Poniatowski 1763–1813                   | Józef Poniatowski 1763–1813                   | Józef Poniatowski 1763–1813                   | Józef Poniatowski 1763–1813                   |  |  |  |  |  |  |  |  |  |  |  |  |  |  |  |  |  |  |  |  |  |  |  |  |  |  |  |  |  |  |  |  |  |  |  |  |  |  |
| Stanisław Poniatowski (podskarbi litewski) 1754–1833 Cassandra Luci | Stanisław Poniatowski (podskarbi litewski) 1754–1833 Cassandra Luci | Stanisław Poniatowski (podskarbi litewski) 1754–1833 Cassandra Luci | Stanisław Poniatowski (podskarbi litewski) 1754–1833 Cassandra Luci | Stanisław Poniatowski (podskarbi litewski) 1754–1833 Cassandra Luci | Stanisław Poniatowski (podskarbi litewski) 1754–1833 Cassandra Luci |  |  | Katarzyna Poniatowska 1756–1773                              | Katarzyna Poniatowska 1756–1773                              | Katarzyna Poniatowska 1756–1773                              | Katarzyna Poniatowska 1756–1773                              | Katarzyna Poniatowska 1756–1773                              | Katarzyna Poniatowska 1756–1773                              |                        |                        | Konstancja Poniatowska 1759–1830 Ludwik Tyszkiewicz                     | Konstancja Poniatowska 1759–1830 Ludwik Tyszkiewicz                     | Konstancja Poniatowska 1759–1830 Ludwik Tyszkiewicz                     | Konstancja Poniatowska 1759–1830 Ludwik Tyszkiewicz                     | Konstancja Poniatowska 1759–1830 Ludwik Tyszkiewicz                     | Konstancja Poniatowska 1759–1830 Ludwik Tyszkiewicz                     |                             |                             | Michał Grabowski Poniatowski 1773–1812                           | Michał Grabowski Poniatowski 1773–1812                           | Michał Grabowski Poniatowski 1773–1812                           | Michał Grabowski Poniatowski 1773–1812                           | Michał Grabowski Poniatowski 1773–1812                                                                    | Michał Grabowski Poniatowski 1773–1812                                                                    | | | Izabela Grabowska Sobolewska 1776–1858                                                                    | Izabela Grabowska Sobolewska 1776–1858                                                                    | Izabela Grabowska Sobolewska 1776–1858                                  | Izabela Grabowska Sobolewska 1776–1858                                  | Izabela Grabowska Sobolewska 1776–1858                                  | Izabela Grabowska Sobolewska 1776–1858                                  |                                     |                                     | Stanisław Grabowski Poniatowski 1780–1845                            | Stanisław Grabowski Poniatowski 1780–1845                            | Stanisław Grabowski Poniatowski 1780–1845                            | Stanisław Grabowski Poniatowski 1780–1845                            | Stanisław Grabowski Poniatowski 1780–1845                            | Stanisław Grabowski Poniatowski 1780–1845                            |                         |                         | Maria Teresa Poniatowska 1760–1834 Wincenty Tyszkiewicz     | Maria Teresa Poniatowska 1760–1834 Wincenty Tyszkiewicz     | Maria Teresa Poniatowska 1760–1834 Wincenty Tyszkiewicz     | Maria Teresa Poniatowska 1760–1834 Wincenty Tyszkiewicz     | Maria Teresa Poniatowska 1760–1834 Wincenty Tyszkiewicz     | Maria Teresa Poniatowska 1760–1834 Wincenty Tyszkiewicz     |  |  | Józef Poniatowski 1763–1813                   | Józef Poniatowski 1763–1813                   | Józef Poniatowski 1763–1813                   | Józef Poniatowski 1763–1813                   | Józef Poniatowski 1763–1813                   | Józef Poniatowski 1763–1813                   |  |  |  |  |  |  |  |  |  |  |  |  |  |  |  |  |  |  |  |  |  |  |  |  |  |  |  |  |  |  |  |  |  |  |  |  |  |  |
|                                                                     |                                                                     |                                                                     |                                                                     |                                                                     |                                                                     |  |  |                                                              |                                                              |                                                              |                                                              |                                                              |                                                              |                        |                        |                                                                         |                                                                         |                                                                         |                                                                         |                                                                         |                                                                         |                             |                             |                                                                  |                                                                  |                                                                  |                                                                  | | | | | | |                                                                         |                                                                         |                                                                         |                                                                         |                                     |                                     |                                                                      |                                                                      |                                                                      |                                                                      |                                                                      |                                                                      |                         |                         |                                                             |                                                             |                                                             |                                                             |                                                             |                                                             |  |  |                                               |                                               |                                               |                                               |                                               |                                               |  |  |  |  |  |  |  |  |  |  |  |  |  |  |  |  |  |  |  |  |  |  |  |  |  |  |  |  |  |  |  |  |  |  |  |  |  |  |
|                                                                     |                                                                     |                                                                     |                                                                     |                                                                     |                                                                     |  |  |                                                              |                                                              |                                                              |                                                              |                                                              |                                                              |                        |                        |                                                                         |                                                                         |                                                                         |                                                                         |                                                                         |                                                                         |                             |                             |                                                                  |                                                                  |                                                                  |                                                                  | | | | | | |                                                                         |                                                                         |                                                                         |                                                                         |                                     |                                     |                                                                      |                                                                      |                                                                      |                                                                      |                                                                      |                                                                      |                         |                         |                                                             |                                                             |                                                             |                                                             |                                                             |                                                             |  |  |                                               |                                               |                                               |                                               |                                               |                                               |  |  |  |  |  |  |  |  |  |  |  |  |  |  |  |  |  |  |  |  |  |  |  |  |  |  |  |  |  |  |  |  |  |  |  |  |  |  |
| Isabella Poniatowska 1806–1896 Prospero Bentivoglio Zanobi di Ricci | Isabella Poniatowska 1806–1896 Prospero Bentivoglio Zanobi di Ricci | Isabella Poniatowska 1806–1896 Prospero Bentivoglio Zanobi di Ricci | Isabella Poniatowska 1806–1896 Prospero Bentivoglio Zanobi di Ricci | Isabella Poniatowska 1806–1896 Prospero Bentivoglio Zanobi di Ricci | Isabella Poniatowska 1806–1896 Prospero Bentivoglio Zanobi di Ricci |  |  | Michele Poniatowska 1816–1864                                | Michele Poniatowska 1816–1864                                | Michele Poniatowska 1816–1864                                | Michele Poniatowska 1816–1864                                | Michele Poniatowska 1816–1864                                | Michele Poniatowska 1816–1864                                |                        |                        | Karol Poniatowski 1808–1887 Elisa Napoleone Montecatini                 | Karol Poniatowski 1808–1887 Elisa Napoleone Montecatini                 | Karol Poniatowski 1808–1887 Elisa Napoleone Montecatini                 | Karol Poniatowski 1808–1887 Elisa Napoleone Montecatini                 | Karol Poniatowski 1808–1887 Elisa Napoleone Montecatini                 | Karol Poniatowski 1808–1887 Elisa Napoleone Montecatini                 |                             |                             | Józef Michał Poniatowski 1814–1873 Matilda Perotti               | Józef Michał Poniatowski 1814–1873 Matilda Perotti               | Józef Michał Poniatowski 1814–1873 Matilda Perotti               | Józef Michał Poniatowski 1814–1873 Matilda Perotti               | Józef Michał Poniatowski 1814–1873 Matilda Perotti                                                        | Józef Michał Poniatowski 1814–1873 Matilda Perotti                                                        | | | Konstancja Poniatowska 1811–1851 Daniel Zappi                                                             | Konstancja Poniatowska 1811–1851 Daniel Zappi                                                             | Konstancja Poniatowska 1811–1851 Daniel Zappi                           | Konstancja Poniatowska 1811–1851 Daniel Zappi                           | Konstancja Poniatowska 1811–1851 Daniel Zappi                           | Konstancja Poniatowska 1811–1851 Daniel Zappi                           |                                     |                                     |                                                                      |                                                                      |                                                                      |                                                                      |                                                                      |                                                                      |                         |                         |                                                             |                                                             |                                                             |                                                             |                                                             |                                                             |  |  |                                               |                                               |                                               |                                               |                                               |                                               |  |  |  |  |  |  |  |  |  |  |  |  |  |  |  |  |  |  |  |  |  |  |  |  |  |  |  |  |  |  |  |  |  |  |  |  |  |  |
| Isabella Poniatowska 1806–1896 Prospero Bentivoglio Zanobi di Ricci | Isabella Poniatowska 1806–1896 Prospero Bentivoglio Zanobi di Ricci | Isabella Poniatowska 1806–1896 Prospero Bentivoglio Zanobi di Ricci | Isabella Poniatowska 1806–1896 Prospero Bentivoglio Zanobi di Ricci | Isabella Poniatowska 1806–1896 Prospero Bentivoglio Zanobi di Ricci | Isabella Poniatowska 1806–1896 Prospero Bentivoglio Zanobi di Ricci |  |  | Michele Poniatowska 1816–1864                                | Michele Poniatowska 1816–1864                                | Michele Poniatowska 1816–1864                                | Michele Poniatowska 1816–1864                                | Michele Poniatowska 1816–1864                                | Michele Poniatowska 1816–1864                                |                        |                        | Karol Poniatowski 1808–1887 Elisa Napoleone Montecatini                 | Karol Poniatowski 1808–1887 Elisa Napoleone Montecatini                 | Karol Poniatowski 1808–1887 Elisa Napoleone Montecatini                 | Karol Poniatowski 1808–1887 Elisa Napoleone Montecatini                 | Karol Poniatowski 1808–1887 Elisa Napoleone Montecatini                 | Karol Poniatowski 1808–1887 Elisa Napoleone Montecatini                 |                             |                             | Józef Michał Poniatowski 1814–1873 Matilda Perotti               | Józef Michał Poniatowski 1814–1873 Matilda Perotti               | Józef Michał Poniatowski 1814–1873 Matilda Perotti               | Józef Michał Poniatowski 1814–1873 Matilda Perotti               | Józef Michał Poniatowski 1814–1873 Matilda Perotti                                                        | Józef Michał Poniatowski 1814–1873 Matilda Perotti                                                        | | | Konstancja Poniatowska 1811–1851 Daniel Zappi                                                             | Konstancja Poniatowska 1811–1851 Daniel Zappi                                                             | Konstancja Poniatowska 1811–1851 Daniel Zappi                           | Konstancja Poniatowska 1811–1851 Daniel Zappi                           | Konstancja Poniatowska 1811–1851 Daniel Zappi                           | Konstancja Poniatowska 1811–1851 Daniel Zappi                           |                                     |                                     |                                                                      |                                                                      |                                                                      |                                                                      |                                                                      |                                                                      |                         |                         |                                                             |                                                             |                                                             |                                                             |                                                             |                                                             |  |  |                                               |                                               |                                               |                                               |                                               |                                               |  |  |  |  |  |  |  |  |  |  |  |  |  |  |  |  |  |  |  |  |  |  |  |  |  |  |  |  |  |  |  |  |  |  |  |  |  |  |
|                                                                     |                                                                     |                                                                     |                                                                     |                                                                     |                                                                     |  |  |                                                              |                                                              |                                                              |                                                              |                                                              |                                                              |                        |                        |                                                                         |                                                                         |                                                                         |                                                                         |                                                                         |                                                                         |                             |                             | Stanisław Poniatowski 1835–1908 Ludwika Le Hon                   |                                                                  |                                                                  |                                                                  | | | | | | |                                                                         |                                                                         |                                                                         |                                                                         |                                     |                                     |                                                                      |                                                                      |                                                                      |                                                                      |                                                                      |                                                                      |                         |                         |                                                             |                                                             |                                                             |                                                             |                                                             |                                                             |  |  |                                               |                                               |                                               |                                               |                                               |                                               |  |  |  |  |  |  |  |  |  |  |  |  |  |  |  |  |  |  |  |  |  |  |  |  |  |  |  |  |  |  |  |  |  |  |  |  |  |  |
|                                                                     |                                                                     |                                                                     |                                                                     |                                                                     |                                                                     |  |  |                                                              |                                                              |                                                              |                                                              |                                                              |                                                              |                        |                        |                                                                         |                                                                         |                                                                         |                                                                         |                                                                         |                                                                         |                             |                             |                                                                  |                                                                  |                                                                  |                                                                  | | | | | | |                                                                         |                                                                         |                                                                         |                                                                         |                                     |                                     |                                                                      |                                                                      |                                                                      |                                                                      |                                                                      |                                                                      |                         |                         |                                                             |                                                             |                                                             |                                                             |                                                             |                                                             |  |  |                                               |                                               |                                               |                                               |                                               |                                               |  |  |  |  |  |  |  |  |  |  |  |  |  |  |  |  |  |  |  |  |  |  |  |  |  |  |  |  |  |  |  |  |  |  |  |  |  |  |
|                                                                     |                                                                     |                                                                     |                                                                     |                                                                     |                                                                     |  |  |                                                              |                                                              |                                                              |                                                              |                                                              |                                                              |                        |                        |                                                                         |                                                                         |                                                                         |                                                                         |                                                                         |                                                                         |                             |                             |                                                                  |                                                                  |                                                                  |                                                                  | | | | | | |                                                                         |                                                                         |                                                                         |                                                                         |                                     |                                     |                                                                      |                                                                      |                                                                      |                                                                      |                                                                      |                                                                      |                         |                         |                                                             |                                                             |                                                             |                                                             |                                                             |                                                             |  |  |                                               |                                               |                                               |                                               |                                               |                                               |  |  |  |  |  |  |  |  |  |  |  |  |  |  |  |  |  |  |  |  |  |  |  |  |  |  |  |  |  |  |  |  |  |  |  |  |  |  |
|                                                                     |                                                                     |                                                                     |                                                                     |                                                                     |                                                                     |  |  |                                                              |                                                              |                                                              |                                                              |                                                              |                                                              |                        |                        |                                                                         |                                                                         |                                                                         |                                                                         |                                                                         |                                                                         |                             |                             |                                                                  |                                                                  |                                                                  |                                                                  | | | | | | |                                                                         |                                                                         |                                                                         |                                                                         |                                     |                                     |                                                                      |                                                                      |                                                                      |                                                                      |                                                                      |                                                                      |                         |                         |                                                             |                                                             |                                                             |                                                             |                                                             |                                                             |  |  |                                               |                                               |                                               |                                               |                                               |                                               |  |  |  |  |  |  |  |  |  |  |  |  |  |  |  |  |  |  |  |  |  |  |  |  |  |  |  |  |  |  |  |  |  |  |  |  |  |  |
|                                                                     |                                                                     |                                                                     |                                                                     |                                                                     |                                                                     |  |  | Ludwik Leopold Poniatowski 1864–1954 Luise Leopoldine le Hon | Ludwik Leopold Poniatowski 1864–1954 Luise Leopoldine le Hon | Ludwik Leopold Poniatowski 1864–1954 Luise Leopoldine le Hon | Ludwik Leopold Poniatowski 1864–1954 Luise Leopoldine le Hon | Ludwik Leopold Poniatowski 1864–1954 Luise Leopoldine le Hon | Ludwik Leopold Poniatowski 1864–1954 Luise Leopoldine le Hon |                        |                        | Katarzyna Matylda Poniatowska 1859–1942                                 | Katarzyna Matylda Poniatowska 1859–1942                                 | Katarzyna Matylda Poniatowska 1859–1942                                 | Katarzyna Matylda Poniatowska 1859–1942                                 | Katarzyna Matylda Poniatowska 1859–1942                                 | Katarzyna Matylda Poniatowska 1859–1942                                 |                             |                             | Karol Poniatowski 1862–1906 Maude Staples Ely Goddard            | Karol Poniatowski 1862–1906 Maude Staples Ely Goddard            | Karol Poniatowski 1862–1906 Maude Staples Ely Goddard            | Karol Poniatowski 1862–1906 Maude Staples Ely Goddard            | Karol Poniatowski 1862–1906 Maude Staples Ely Goddard                                                     | Karol Poniatowski 1862–1906 Maude Staples Ely Goddard                                                     | | | Andrzej Poniatowski 1864–1954 Elizabeth Helen Sperry                                                      | Andrzej Poniatowski 1864–1954 Elizabeth Helen Sperry                                                      | Andrzej Poniatowski 1864–1954 Elizabeth Helen Sperry                    | Andrzej Poniatowski 1864–1954 Elizabeth Helen Sperry                    | Andrzej Poniatowski 1864–1954 Elizabeth Helen Sperry                    | Andrzej Poniatowski 1864–1954 Elizabeth Helen Sperry                    |                                     |                                     |                                                                      |                                                                      |                                                                      |                                                                      |                                                                      |                                                                      |                         |                         |                                                             |                                                             |                                                             |                                                             |                                                             |                                                             |  |  |                                               |                                               |                                               |                                               |                                               |                                               |  |  |  |  |  |  |  |  |  |  |  |  |  |  |  |  |  |  |  |  |  |  |  |  |  |  |  |  |  |  |  |  |  |  |  |  |  |  |
|                                                                     |                                                                     |                                                                     |                                                                     |                                                                     |                                                                     |  |  | Ludwik Leopold Poniatowski 1864–1954 Luise Leopoldine le Hon | Ludwik Leopold Poniatowski 1864–1954 Luise Leopoldine le Hon | Ludwik Leopold Poniatowski 1864–1954 Luise Leopoldine le Hon | Ludwik Leopold Poniatowski 1864–1954 Luise Leopoldine le Hon | Ludwik Leopold Poniatowski 1864–1954 Luise Leopoldine le Hon | Ludwik Leopold Poniatowski 1864–1954 Luise Leopoldine le Hon |                        |                        | Katarzyna Matylda Poniatowska 1859–1942                                 | Katarzyna Matylda Poniatowska 1859–1942                                 | Katarzyna Matylda Poniatowska 1859–1942                                 | Katarzyna Matylda Poniatowska 1859–1942                                 | Katarzyna Matylda Poniatowska 1859–1942                                 | Katarzyna Matylda Poniatowska 1859–1942                                 |                             |                             | Karol Poniatowski 1862–1906 Maude Staples Ely Goddard            | Karol Poniatowski 1862–1906 Maude Staples Ely Goddard            | Karol Poniatowski 1862–1906 Maude Staples Ely Goddard            | Karol Poniatowski 1862–1906 Maude Staples Ely Goddard            | Karol Poniatowski 1862–1906 Maude Staples Ely Goddard                                                     | Karol Poniatowski 1862–1906 Maude Staples Ely Goddard                                                     | | | Andrzej Poniatowski 1864–1954 Elizabeth Helen Sperry                                                      | Andrzej Poniatowski 1864–1954 Elizabeth Helen Sperry                                                      | Andrzej Poniatowski 1864–1954 Elizabeth Helen Sperry                    | Andrzej Poniatowski 1864–1954 Elizabeth Helen Sperry                    | Andrzej Poniatowski 1864–1954 Elizabeth Helen Sperry                    | Andrzej Poniatowski 1864–1954 Elizabeth Helen Sperry                    |                                     |                                     |                                                                      |                                                                      |                                                                      |                                                                      |                                                                      |                                                                      |                         |                         |                                                             |                                                             |                                                             |                                                             |                                                             |                                                             |  |  |                                               |                                               |                                               |                                               |                                               |                                               |  |  |  |  |  |  |  |  |  |  |  |  |  |  |  |  |  |  |  |  |  |  |  |  |  |  |  |  |  |  |  |  |  |  |  |  |  |  |
|                                                                     |                                                                     |                                                                     |                                                                     |                                                                     |                                                                     |  |  |                                                              |                                                              |                                                              |                                                              |                                                              |                                                              |                        |                        |                                                                         |                                                                         |                                                                         |                                                                         |                                                                         |                                                                         |                             |                             |                                                                  |                                                                  |                                                                  |                                                                  | | | | | | |                                                                         |                                                                         |                                                                         |                                                                         |                                     |                                     |                                                                      |                                                                      |                                                                      |                                                                      |                                                                      |                                                                      |                         |                         |                                                             |                                                             |                                                             |                                                             |                                                             |                                                             |  |  |                                               |                                               |                                               |                                               |                                               |                                               |  |  |  |  |  |  |  |  |  |  |  |  |  |  |  |  |  |  |  |  |  |  |  |  |  |  |  |  |  |  |  |  |  |  |  |  |  |  |
|                                                                     |                                                                     |                                                                     |                                                                     |                                                                     |                                                                     |  |  |                                                              |                                                              |                                                              |                                                              |                                                              |                                                              |                        |                        |                                                                         |                                                                         |                                                                         |                                                                         |                                                                         |                                                                         |                             |                             |                                                                  |                                                                  |                                                                  |                                                                  | | | | | | |                                                                         |                                                                         |                                                                         |                                                                         |                                     |                                     |                                                                      |                                                                      |                                                                      |                                                                      |                                                                      |                                                                      |                         |                         |                                                             |                                                             |                                                             |                                                             |                                                             |                                                             |  |  |                                               |                                               |                                               |                                               |                                               |                                               |  |  |  |  |  |  |  |  |  |  |  |  |  |  |  |  |  |  |  |  |  |  |  |  |  |  |  |  |  |  |  |  |  |  |  |  |  |  |
|                                                                     |                                                                     |                                                                     |                                                                     |                                                                     |                                                                     |  |  |                                                              |                                                              |                                                              |                                                              |                                                              |                                                              |                        |                        |                                                                         |                                                                         |                                                                         |                                                                         |                                                                         |                                                                         |                             |                             | Stanisław August Poniatowski 1895–1970 Aglaë de Sainte-Aldegonde | Stanisław August Poniatowski 1895–1970 Aglaë de Sainte-Aldegonde | Stanisław August Poniatowski 1895–1970 Aglaë de Sainte-Aldegonde | Stanisław August Poniatowski 1895–1970 Aglaë de Sainte-Aldegonde | Stanisław August Poniatowski 1895–1970 Aglaë de Sainte-Aldegonde                                          | Stanisław August Poniatowski 1895–1970 Aglaë de Sainte-Aldegonde                                          | | | | |                                                                         |                                                                         |                                                                         |                                                                         |                                     |                                     | Karol Poniatowski 1897–1980 Anne de Caraman-Chimay                   | Karol Poniatowski 1897–1980 Anne de Caraman-Chimay                   | Karol Poniatowski 1897–1980 Anne de Caraman-Chimay                   | Karol Poniatowski 1897–1980 Anne de Caraman-Chimay                   | Karol Poniatowski 1897–1980 Anne de Caraman-Chimay                   | Karol Poniatowski 1897–1980 Anne de Caraman-Chimay                   |                         |                         | Andrzej Poniatowski 1899–1977 Frances Lawrance              | Andrzej Poniatowski 1899–1977 Frances Lawrance              | Andrzej Poniatowski 1899–1977 Frances Lawrance              | Andrzej Poniatowski 1899–1977 Frances Lawrance              | Andrzej Poniatowski 1899–1977 Frances Lawrance              | Andrzej Poniatowski 1899–1977 Frances Lawrance              |  |  | Jan Poniatowski 1907–1978 Maria Amor-Escandon | Jan Poniatowski 1907–1978 Maria Amor-Escandon | Jan Poniatowski 1907–1978 Maria Amor-Escandon | Jan Poniatowski 1907–1978 Maria Amor-Escandon | Jan Poniatowski 1907–1978 Maria Amor-Escandon | Jan Poniatowski 1907–1978 Maria Amor-Escandon |  |  |  |  |  |  |  |  |  |  |  |  |  |  |  |  |  |  |  |  |  |  |  |  |  |  |  |  |  |  |  |  |  |  |  |  |  |  |
|                                                                     |                                                                     |                                                                     |                                                                     |                                                                     |                                                                     |  |  |                                                              |                                                              |                                                              |                                                              |                                                              |                                                              |                        |                        |                                                                         |                                                                         |                                                                         |                                                                         |                                                                         |                                                                         |                             |                             | Stanisław August Poniatowski 1895–1970 Aglaë de Sainte-Aldegonde | Stanisław August Poniatowski 1895–1970 Aglaë de Sainte-Aldegonde | Stanisław August Poniatowski 1895–1970 Aglaë de Sainte-Aldegonde | Stanisław August Poniatowski 1895–1970 Aglaë de Sainte-Aldegonde | Stanisław August Poniatowski 1895–1970 Aglaë de Sainte-Aldegonde                                          | Stanisław August Poniatowski 1895–1970 Aglaë de Sainte-Aldegonde                                          | | | | |                                                                         |                                                                         |                                                                         |                                                                         |                                     |                                     | Karol Poniatowski 1897–1980 Anne de Caraman-Chimay                   | Karol Poniatowski 1897–1980 Anne de Caraman-Chimay                   | Karol Poniatowski 1897–1980 Anne de Caraman-Chimay                   | Karol Poniatowski 1897–1980 Anne de Caraman-Chimay                   | Karol Poniatowski 1897–1980 Anne de Caraman-Chimay                   | Karol Poniatowski 1897–1980 Anne de Caraman-Chimay                   |                         |                         | Andrzej Poniatowski 1899–1977 Frances Lawrance              | Andrzej Poniatowski 1899–1977 Frances Lawrance              | Andrzej Poniatowski 1899–1977 Frances Lawrance              | Andrzej Poniatowski 1899–1977 Frances Lawrance              | Andrzej Poniatowski 1899–1977 Frances Lawrance              | Andrzej Poniatowski 1899–1977 Frances Lawrance              |  |  | Jan Poniatowski 1907–1978 Maria Amor-Escandon | Jan Poniatowski 1907–1978 Maria Amor-Escandon | Jan Poniatowski 1907–1978 Maria Amor-Escandon | Jan Poniatowski 1907–1978 Maria Amor-Escandon | Jan Poniatowski 1907–1978 Maria Amor-Escandon | Jan Poniatowski 1907–1978 Maria Amor-Escandon |  |  |  |  |  |  |  |  |  |  |  |  |  |  |  |  |  |  |  |  |  |  |  |  |  |  |  |  |  |  |  |  |  |  |  |  |  |  |
|                                                                     |                                                                     |                                                                     |                                                                     |                                                                     |                                                                     |  |  |                                                              |                                                              |                                                              |                                                              |                                                              |                                                              |                        |                        |                                                                         |                                                                         |                                                                         |                                                                         |                                                                         |                                                                         |                             |                             |                                                                  |                                                                  |                                                                  |                                                                  | | | | | | |                                                                         |                                                                         |                                                                         |                                                                         |                                     |                                     |                                                                      |                                                                      |                                                                      |                                                                      |                                                                      |                                                                      |                         |                         |                                                             |                                                             |                                                             |                                                             |                                                             |                                                             |  |  |                                               |                                               |                                               |                                               |                                               |                                               |  |  |  |  |  |  |  |  |  |  |  |  |  |  |  |  |  |  |  |  |  |  |  |  |  |  |  |  |  |  |  |  |  |  |  |  |  |  |
|                                                                     |                                                                     |                                                                     |                                                                     |                                                                     |                                                                     |  |  |                                                              |                                                              |                                                              |                                                              |                                                              |                                                              |                        |                        |                                                                         |                                                                         |                                                                         |                                                                         |                                                                         |                                                                         |                             |                             |                                                                  |                                                                  |                                                                  |                                                                  | | | | | | |                                                                         |                                                                         |                                                                         |                                                                         |                                     |                                     |                                                                      |                                                                      |                                                                      |                                                                      |                                                                      |                                                                      |                         |                         |                                                             |                                                             |                                                             |                                                             |                                                             |                                                             |  |  |                                               |                                               |                                               |                                               |                                               |                                               |  |  |  |  |  |  |  |  |  |  |  |  |  |  |  |  |  |  |  |  |  |  |  |  |  |  |  |  |  |  |  |  |  |  |  |  |  |  |
| Stanisław Poniatowski 1922–1925                                     | Stanisław Poniatowski 1922–1925                                     | Stanisław Poniatowski 1922–1925                                     | Stanisław Poniatowski 1922–1925                                     | Stanisław Poniatowski 1922–1925                                     | Stanisław Poniatowski 1922–1925                                     |  |  | Filip Edmund Poniatowski 1923– Irene Marguerite Bonnin       | Filip Edmund Poniatowski 1923– Irene Marguerite Bonnin       | Filip Edmund Poniatowski 1923– Irene Marguerite Bonnin       | Filip Edmund Poniatowski 1923– Irene Marguerite Bonnin       | Filip Edmund Poniatowski 1923– Irene Marguerite Bonnin       | Filip Edmund Poniatowski 1923– Irene Marguerite Bonnin       |                        |                        | Edmund Poniatowski 1926–2004 Annie Darwin Goodrich Gerda Editha Dussler | Edmund Poniatowski 1926–2004 Annie Darwin Goodrich Gerda Editha Dussler | Edmund Poniatowski 1926–2004 Annie Darwin Goodrich Gerda Editha Dussler | Edmund Poniatowski 1926–2004 Annie Darwin Goodrich Gerda Editha Dussler | Edmund Poniatowski 1926–2004 Annie Darwin Goodrich Gerda Editha Dussler | Edmund Poniatowski 1926–2004 Annie Darwin Goodrich Gerda Editha Dussler |                             |                             | Albert Poniatowski 1929–2009 Marie Lanvin Camille Tesseron       | Albert Poniatowski 1929–2009 Marie Lanvin Camille Tesseron       | Albert Poniatowski 1929–2009 Marie Lanvin Camille Tesseron       | Albert Poniatowski 1929–2009 Marie Lanvin Camille Tesseron       | Albert Poniatowski 1929–2009 Marie Lanvin Camille Tesseron                                                | Albert Poniatowski 1929–2009 Marie Lanvin Camille Tesseron                                                | | | Jan Poniatowski 1935– Sabine Marchal                                                                      | Jan Poniatowski 1935– Sabine Marchal                                                                      | Jan Poniatowski 1935– Sabine Marchal                                    | Jan Poniatowski 1935– Sabine Marchal                                    | Jan Poniatowski 1935– Sabine Marchal                                    | Jan Poniatowski 1935– Sabine Marchal                                    |                                     |                                     | Michel Poniatowski 1922–2002 Gilberte de Chavagnac                   | Michel Poniatowski 1922–2002 Gilberte de Chavagnac                   | Michel Poniatowski 1922–2002 Gilberte de Chavagnac                   | Michel Poniatowski 1922–2002 Gilberte de Chavagnac                   | Michel Poniatowski 1922–2002 Gilberte de Chavagnac                   | Michel Poniatowski 1922–2002 Gilberte de Chavagnac                   |                         |                         |                                                             |                                                             |                                                             |                                                             |                                                             |                                                             |  |  | Elena Poniatowska 1932– Guillermo Haro        | Elena Poniatowska 1932– Guillermo Haro        | Elena Poniatowska 1932– Guillermo Haro        | Elena Poniatowska 1932– Guillermo Haro        | Elena Poniatowska 1932– Guillermo Haro        | Elena Poniatowska 1932– Guillermo Haro        |  |  |  |  |  |  |  |  |  |  |  |  |  |  |  |  |  |  |  |  |  |  |  |  |  |  |  |  |  |  |  |  |  |  |  |  |  |  |
| Stanisław Poniatowski 1922–1925                                     | Stanisław Poniatowski 1922–1925                                     | Stanisław Poniatowski 1922–1925                                     | Stanisław Poniatowski 1922–1925                                     | Stanisław Poniatowski 1922–1925                                     | Stanisław Poniatowski 1922–1925                                     |  |  | Filip Edmund Poniatowski 1923– Irene Marguerite Bonnin       | Filip Edmund Poniatowski 1923– Irene Marguerite Bonnin       | Filip Edmund Poniatowski 1923– Irene Marguerite Bonnin       | Filip Edmund Poniatowski 1923– Irene Marguerite Bonnin       | Filip Edmund Poniatowski 1923– Irene Marguerite Bonnin       | Filip Edmund Poniatowski 1923– Irene Marguerite Bonnin       |                        |                        | Edmund Poniatowski 1926–2004 Annie Darwin Goodrich Gerda Editha Dussler | Edmund Poniatowski 1926–2004 Annie Darwin Goodrich Gerda Editha Dussler | Edmund Poniatowski 1926–2004 Annie Darwin Goodrich Gerda Editha Dussler | Edmund Poniatowski 1926–2004 Annie Darwin Goodrich Gerda Editha Dussler | Edmund Poniatowski 1926–2004 Annie Darwin Goodrich Gerda Editha Dussler | Edmund Poniatowski 1926–2004 Annie Darwin Goodrich Gerda Editha Dussler |                             |                             | Albert Poniatowski 1929–2009 Marie Lanvin Camille Tesseron       | Albert Poniatowski 1929–2009 Marie Lanvin Camille Tesseron       | Albert Poniatowski 1929–2009 Marie Lanvin Camille Tesseron       | Albert Poniatowski 1929–2009 Marie Lanvin Camille Tesseron       | Albert Poniatowski 1929–2009 Marie Lanvin Camille Tesseron                                                | Albert Poniatowski 1929–2009 Marie Lanvin Camille Tesseron                                                | | | Jan Poniatowski 1935– Sabine Marchal                                                                      | Jan Poniatowski 1935– Sabine Marchal                                                                      | Jan Poniatowski 1935– Sabine Marchal                                    | Jan Poniatowski 1935– Sabine Marchal                                    | Jan Poniatowski 1935– Sabine Marchal                                    | Jan Poniatowski 1935– Sabine Marchal                                    |                                     |                                     | Michel Poniatowski 1922–2002 Gilberte de Chavagnac                   | Michel Poniatowski 1922–2002 Gilberte de Chavagnac                   | Michel Poniatowski 1922–2002 Gilberte de Chavagnac                   | Michel Poniatowski 1922–2002 Gilberte de Chavagnac                   | Michel Poniatowski 1922–2002 Gilberte de Chavagnac                   | Michel Poniatowski 1922–2002 Gilberte de Chavagnac                   |                         |                         |                                                             |                                                             |                                                             |                                                             |                                                             |                                                             |  |  | Elena Poniatowska 1932– Guillermo Haro        | Elena Poniatowska 1932– Guillermo Haro        | Elena Poniatowska 1932– Guillermo Haro        | Elena Poniatowska 1932– Guillermo Haro        | Elena Poniatowska 1932– Guillermo Haro        | Elena Poniatowska 1932– Guillermo Haro        |  |  |  |  |  |  |  |  |  |  |  |  |  |  |  |  |  |  |  |  |  |  |  |  |  |  |  |  |  |  |  |  |  |  |  |  |  |  |
|                                                                     |                                                                     |                                                                     |                                                                     |                                                                     |                                                                     |  |  |                                                              |                                                              |                                                              |                                                              |                                                              |                                                              |                        |                        |                                                                         |                                                                         |                                                                         |                                                                         |                                                                         |                                                                         |                             |                             |                                                                  |                                                                  |                                                                  |                                                                  | | | | | | |                                                                         |                                                                         |                                                                         |                                                                         |                                     |                                     |                                                                      |                                                                      |                                                                      |                                                                      |                                                                      |                                                                      |                         |                         |                                                             |                                                             |                                                             |                                                             |                                                             |                                                             |  |  |                                               |                                               |                                               |                                               |                                               |                                               |  |  |  |  |  |  |  |  |  |  |  |  |  |  |  |  |  |  |  |  |  |  |  |  |  |  |  |  |  |  |  |  |  |  |  |  |  |  |
|                                                                     |                                                                     |                                                                     |                                                                     |                                                                     |                                                                     |  |  |                                                              |                                                              |                                                              |                                                              |                                                              |                                                              |                        |                        |                                                                         |                                                                         |                                                                         |                                                                         |                                                                         |                                                                         |                             |                             |                                                                  |                                                                  |                                                                  |                                                                  | | | | | | |                                                                         |                                                                         |                                                                         |                                                                         |                                     |                                     |                                                                      |                                                                      |                                                                      |                                                                      |                                                                      |                                                                      |                         |                         |                                                             |                                                             |                                                             |                                                             |                                                             |                                                             |  |  |                                               |                                               |                                               |                                               |                                               |                                               |  |  |  |  |  |  |  |  |  |  |  |  |  |  |  |  |  |  |  |  |  |  |  |  |  |  |  |  |  |  |  |  |  |  |  |  |  |  |
| Natalia Poniatowska 1950– Bernard Eloy                              | Natalia Poniatowska 1950– Bernard Eloy                              | Natalia Poniatowska 1950– Bernard Eloy                              | Natalia Poniatowska 1950– Bernard Eloy                              | Natalia Poniatowska 1950– Bernard Eloy                              | Natalia Poniatowska 1950– Bernard Eloy                              |  |  | Stanisław Poniatowski 1952– Letitia Carcano                  | Stanisław Poniatowski 1952– Letitia Carcano                  | Stanisław Poniatowski 1952– Letitia Carcano                  | Stanisław Poniatowski 1952– Letitia Carcano                  | Stanisław Poniatowski 1952– Letitia Carcano                  | Stanisław Poniatowski 1952– Letitia Carcano                  |                        |                        | Stefania Poniatowska 1956– Pierre de Maud'Huy                           | Stefania Poniatowska 1956– Pierre de Maud'Huy                           | Stefania Poniatowska 1956– Pierre de Maud'Huy                           | Stefania Poniatowska 1956– Pierre de Maud'Huy                           | Stefania Poniatowska 1956– Pierre de Maud'Huy                           | Stefania Poniatowska 1956– Pierre de Maud'Huy                           |                             |                             |                                                                  |                                                                  |                                                                  |                                                                  | Maria Poniatowska 1970–                                                                                   | Maria Poniatowska 1970–                                                                                   | Maria Poniatowska 1970–                                                                                   | Maria Poniatowska 1970–                                                                                   | Maria Poniatowska 1970–                                                                                   | Maria Poniatowska 1970–                                                                                   |                                                                         |                                                                         | Sara Poniatowska 1973– Marc Lavoine                                     | Sara Poniatowska 1973– Marc Lavoine                                     | Sara Poniatowska 1973– Marc Lavoine | Sara Poniatowska 1973– Marc Lavoine | Sara Poniatowska 1973– Marc Lavoine                                  | Sara Poniatowska 1973– Marc Lavoine                                  |                                                                      |                                                                      |                                                                      |                                                                      |                         |                         |                                                             |                                                             |                                                             |                                                             |                                                             |                                                             |  |  |                                               |                                               |                                               |                                               |                                               |                                               |  |  |  |  |  |  |  |  |  |  |  |  |  |  |  |  |  |  |  |  |  |  |  |  |  |  |  |  |  |  |  |  |  |  |  |  |  |  |
| Natalia Poniatowska 1950– Bernard Eloy                              | Natalia Poniatowska 1950– Bernard Eloy                              | Natalia Poniatowska 1950– Bernard Eloy                              | Natalia Poniatowska 1950– Bernard Eloy                              | Natalia Poniatowska 1950– Bernard Eloy                              | Natalia Poniatowska 1950– Bernard Eloy                              |  |  | Stanisław Poniatowski 1952– Letitia Carcano                  | Stanisław Poniatowski 1952– Letitia Carcano                  | Stanisław Poniatowski 1952– Letitia Carcano                  | Stanisław Poniatowski 1952– Letitia Carcano                  | Stanisław Poniatowski 1952– Letitia Carcano                  | Stanisław Poniatowski 1952– Letitia Carcano                  |                        |                        | Stefania Poniatowska 1956– Pierre de Maud'Huy                           | Stefania Poniatowska 1956– Pierre de Maud'Huy                           | Stefania Poniatowska 1956– Pierre de Maud'Huy                           | Stefania Poniatowska 1956– Pierre de Maud'Huy                           | Stefania Poniatowska 1956– Pierre de Maud'Huy                           | Stefania Poniatowska 1956– Pierre de Maud'Huy                           |                             |                             |                                                                  |                                                                  |                                                                  |                                                                  | Maria Poniatowska 1970–                                                                                   | Maria Poniatowska 1970–                                                                                   | Maria Poniatowska 1970–                                                                                   | Maria Poniatowska 1970–                                                                                   | Maria Poniatowska 1970–                                                                                   | Maria Poniatowska 1970–                                                                                   |                                                                         |                                                                         | Sara Poniatowska 1973– Marc Lavoine                                     | Sara Poniatowska 1973– Marc Lavoine                                     | Sara Poniatowska 1973– Marc Lavoine | Sara Poniatowska 1973– Marc Lavoine | Sara Poniatowska 1973– Marc Lavoine                                  | Sara Poniatowska 1973– Marc Lavoine                                  |                                                                      |                                                                      |                                                                      |                                                                      |                         |                         |                                                             |                                                             |                                                             |                                                             |                                                             |                                                             |  |  |                                               |                                               |                                               |                                               |                                               |                                               |  |  |  |  |  |  |  |  |  |  |  |  |  |  |  |  |  |  |  |  |  |  |  |  |  |  |  |  |  |  |  |  |  |  |  |  |  |  |
|                                                                     |                                                                     |                                                                     |                                                                     |                                                                     |                                                                     |  |  |                                                              |                                                              |                                                              |                                                              |                                                              |                                                              |                        |                        |                                                                         |                                                                         |                                                                         |                                                                         |                                                                         |                                                                         |                             |                             |                                                                  |                                                                  |                                                                  |                                                                  | | | | | | |                                                                         |                                                                         |                                                                         |                                                                         |                                     |                                     |                                                                      |                                                                      |                                                                      |                                                                      |                                                                      |                                                                      |                         |                         |                                                             |                                                             |                                                             |                                                             |                                                             |                                                             |  |  |                                               |                                               |                                               |                                               |                                               |                                               |  |  |  |  |  |  |  |  |  |  |  |  |  |  |  |  |  |  |  |  |  |  |  |  |  |  |  |  |  |  |  |  |  |  |  |  |  |  |
|                                                                     |                                                                     |                                                                     |                                                                     |                                                                     |                                                                     |  |  |                                                              |                                                              |                                                              |                                                              |                                                              |                                                              |                        |                        |                                                                         |                                                                         |                                                                         |                                                                         |                                                                         |                                                                         |                             |                             |                                                                  |                                                                  |                                                                  |                                                                  | | | | | | |                                                                         |                                                                         |                                                                         |                                                                         |                                     |                                     |                                                                      |                                                                      |                                                                      |                                                                      |                                                                      |                                                                      |                         |                         |                                                             |                                                             |                                                             |                                                             |                                                             |                                                             |  |  |                                               |                                               |                                               |                                               |                                               |                                               |  |  |  |  |  |  |  |  |  |  |  |  |  |  |  |  |  |  |  |  |  |  |  |  |  |  |  |  |  |  |  |  |  |  |  |  |  |  |
| Tatiana Poniatowska 1979– Adrien de Boisanger                       | Tatiana Poniatowska 1979– Adrien de Boisanger                       | Tatiana Poniatowska 1979– Adrien de Boisanger                       | Tatiana Poniatowska 1979– Adrien de Boisanger                       | Tatiana Poniatowska 1979– Adrien de Boisanger                       | Tatiana Poniatowska 1979– Adrien de Boisanger                       |  |  | Mikołaj Poniatowski 1981–                                    | Mikołaj Poniatowski 1981–                                    | Mikołaj Poniatowski 1981–                                    | Mikołaj Poniatowski 1981–                                    | Mikołaj Poniatowski 1981–                                    | Mikołaj Poniatowski 1981–                                    |                        |                        | Paweł Ludwik Poniatowski 1985–                                          | Paweł Ludwik Poniatowski 1985–                                          | Paweł Ludwik Poniatowski 1985–                                          | Paweł Ludwik Poniatowski 1985–                                          | Paweł Ludwik Poniatowski 1985–                                          | Paweł Ludwik Poniatowski 1985–                                          |                             |                             |                                                                  |                                                                  |                                                                  |                                                                  | | | | | | |                                                                         |                                                                         |                                                                         |                                                                         |                                     |                                     |                                                                      |                                                                      |                                                                      |                                                                      |                                                                      |                                                                      |                         |                         |                                                             |                                                             |                                                             |                                                             |                                                             |                                                             |  |  |                                               |                                               |                                               |                                               |                                               |                                               |  |  |  |  |  |  |  |  |  |  |  |  |  |  |  |  |  |  |  |  |  |  |  |  |  |  |  |  |  |  |  |  |  |  |  |  |  |  |

## Pałace

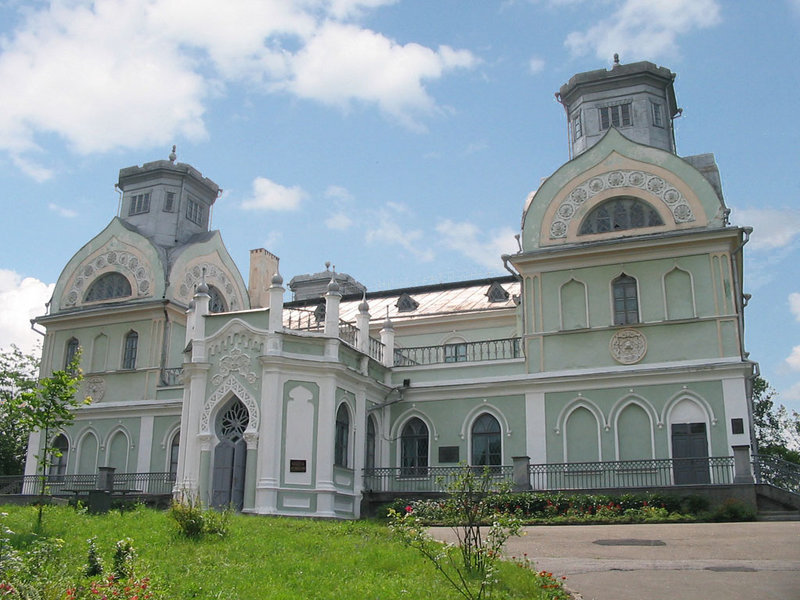
Pałac w Korsuniu
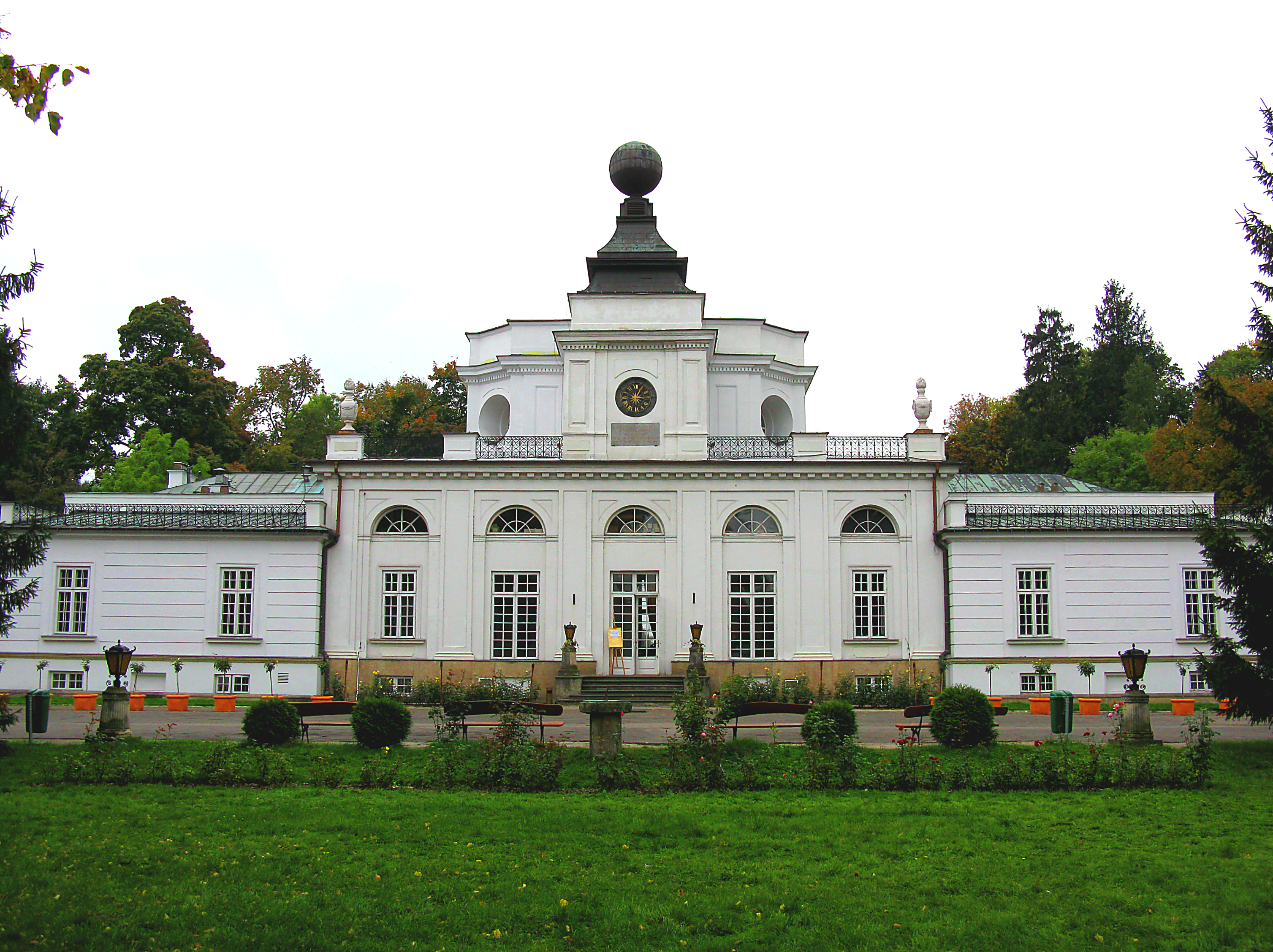
Pałac w Jabłonnie
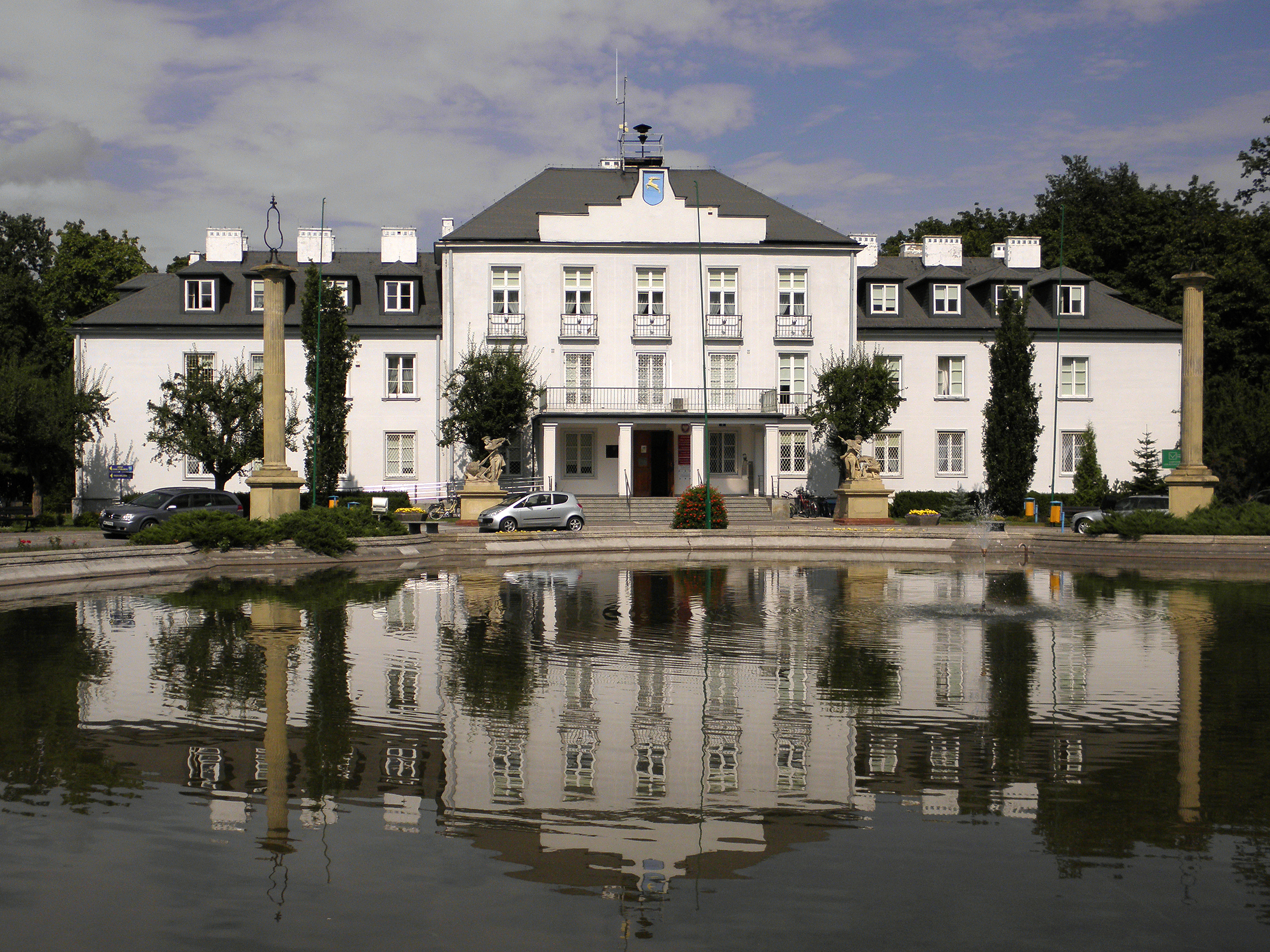
Pałac w Kozienicach
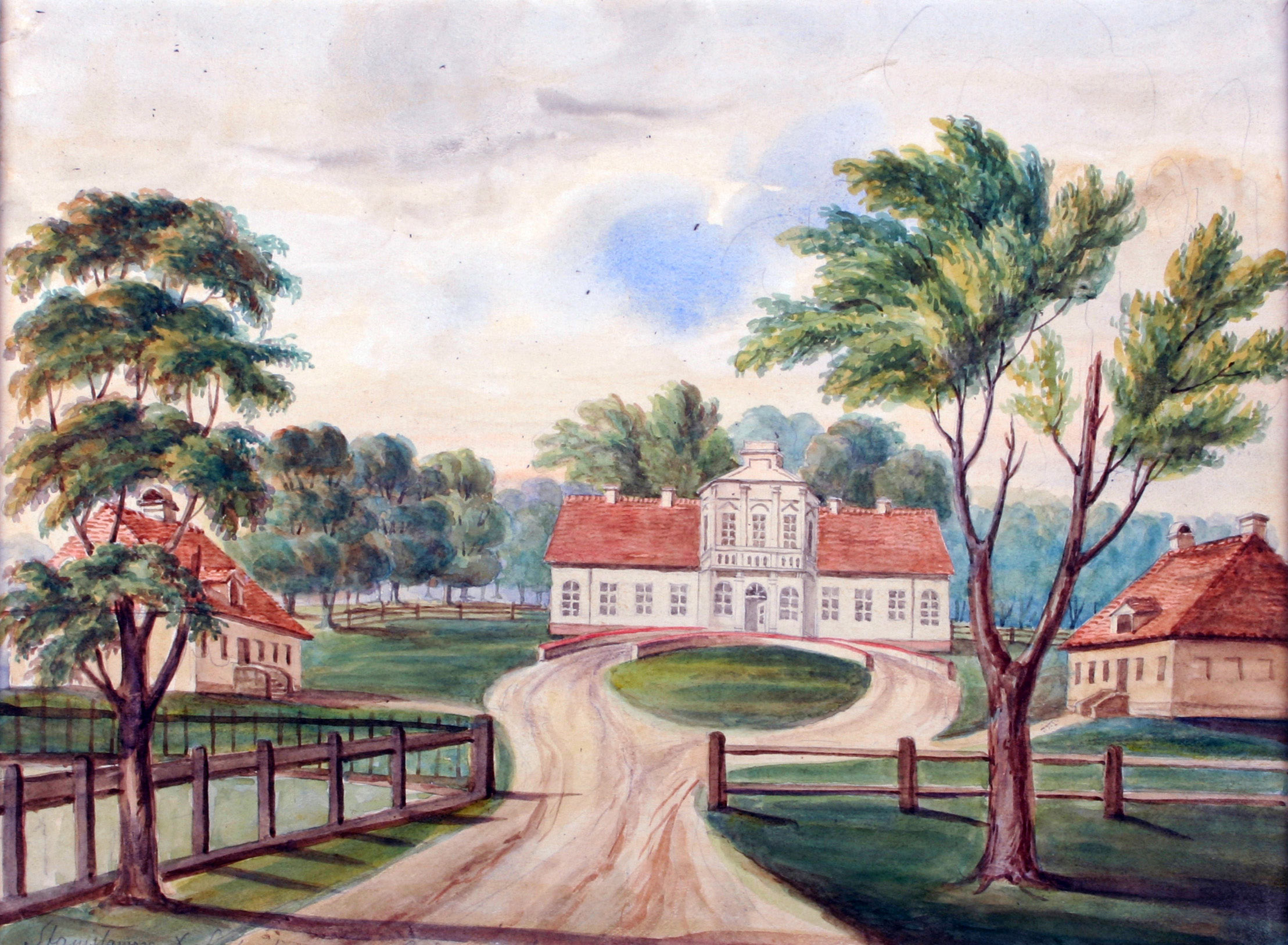
Pałac Stanisławówka w Grodnie
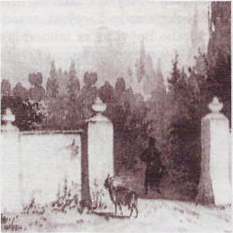
Resztki pałacu w Wołczynie
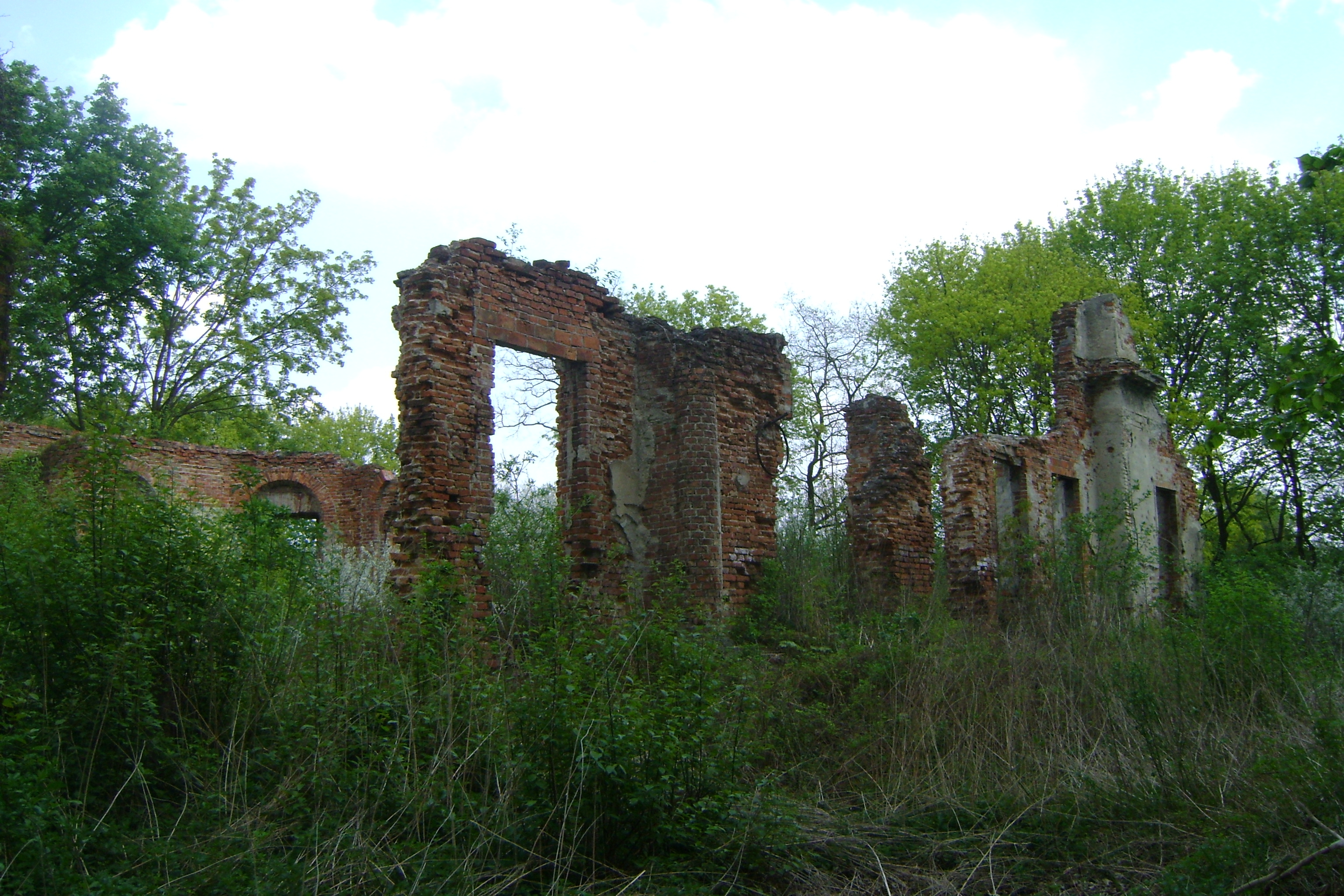
Ruiny pałacu w Górze
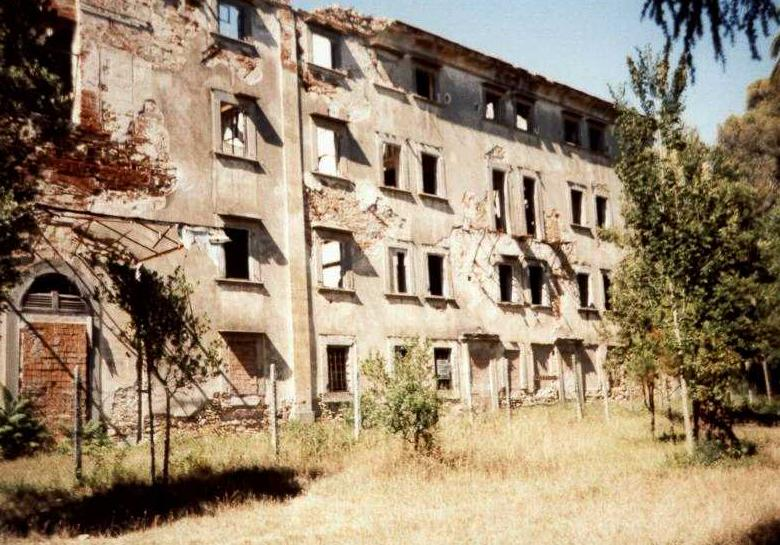
Villa Maurogordato w Monte Rotondo
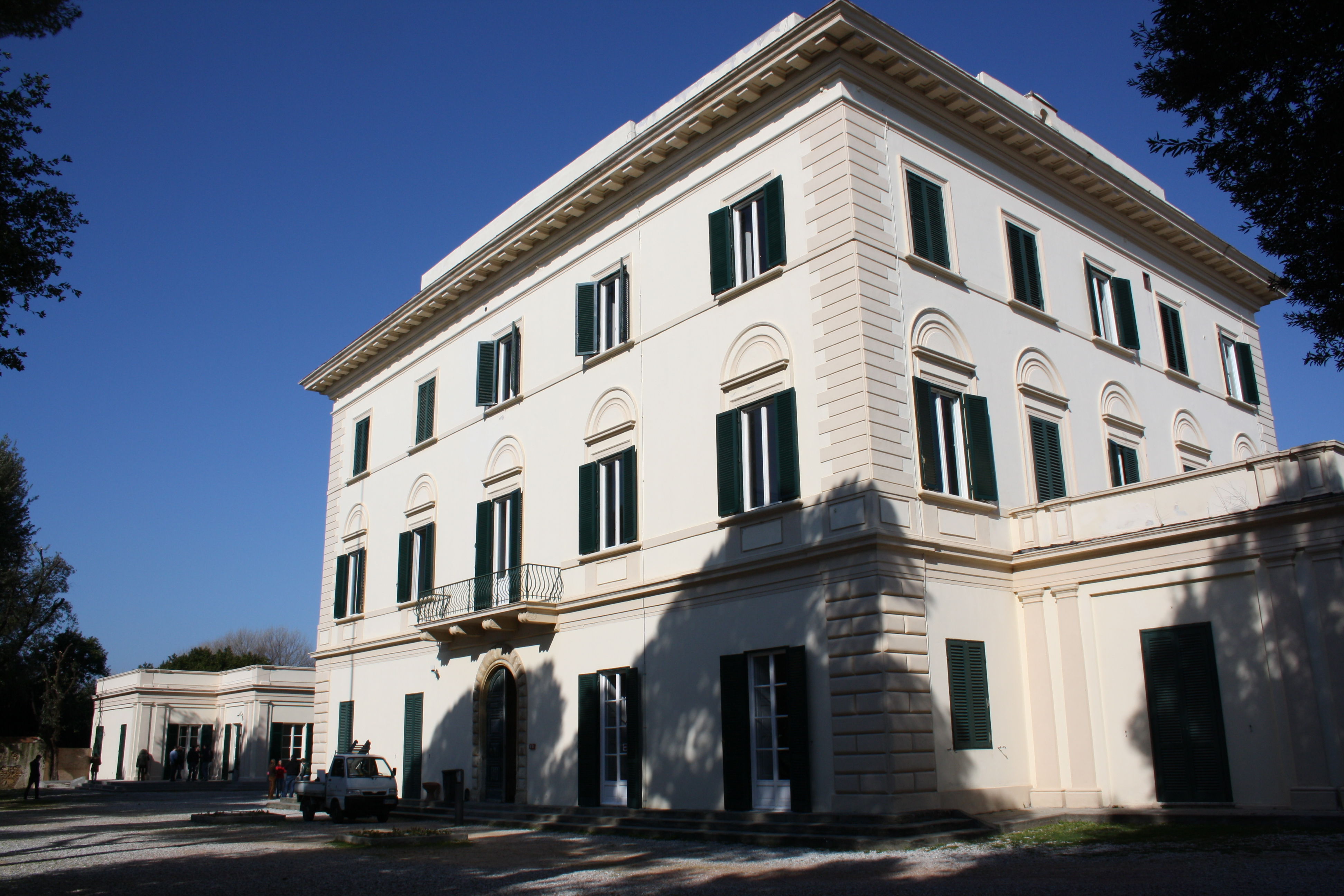
Villa Poniatowski w Livorno
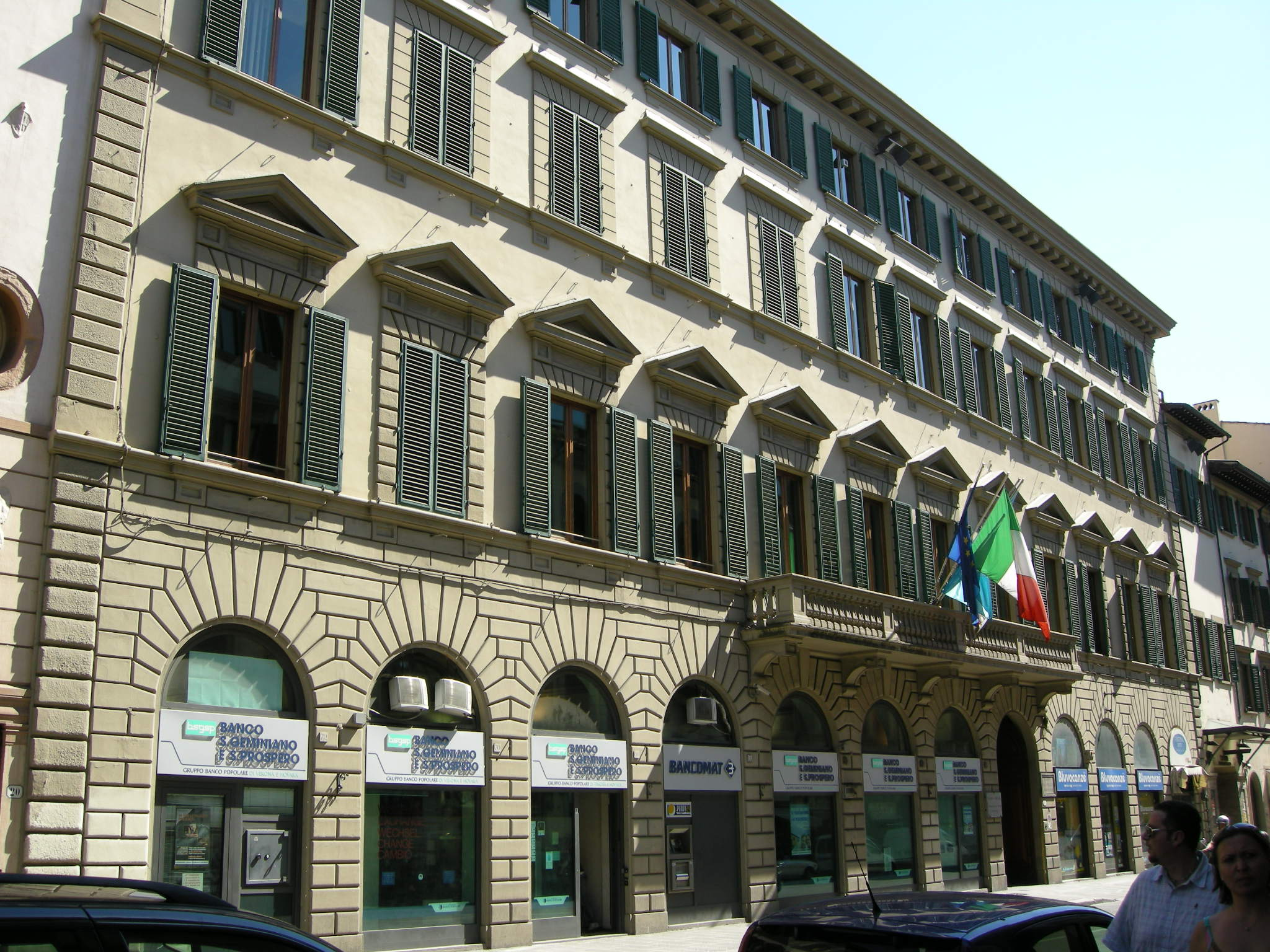
Palazzo Bastogni we Florencji
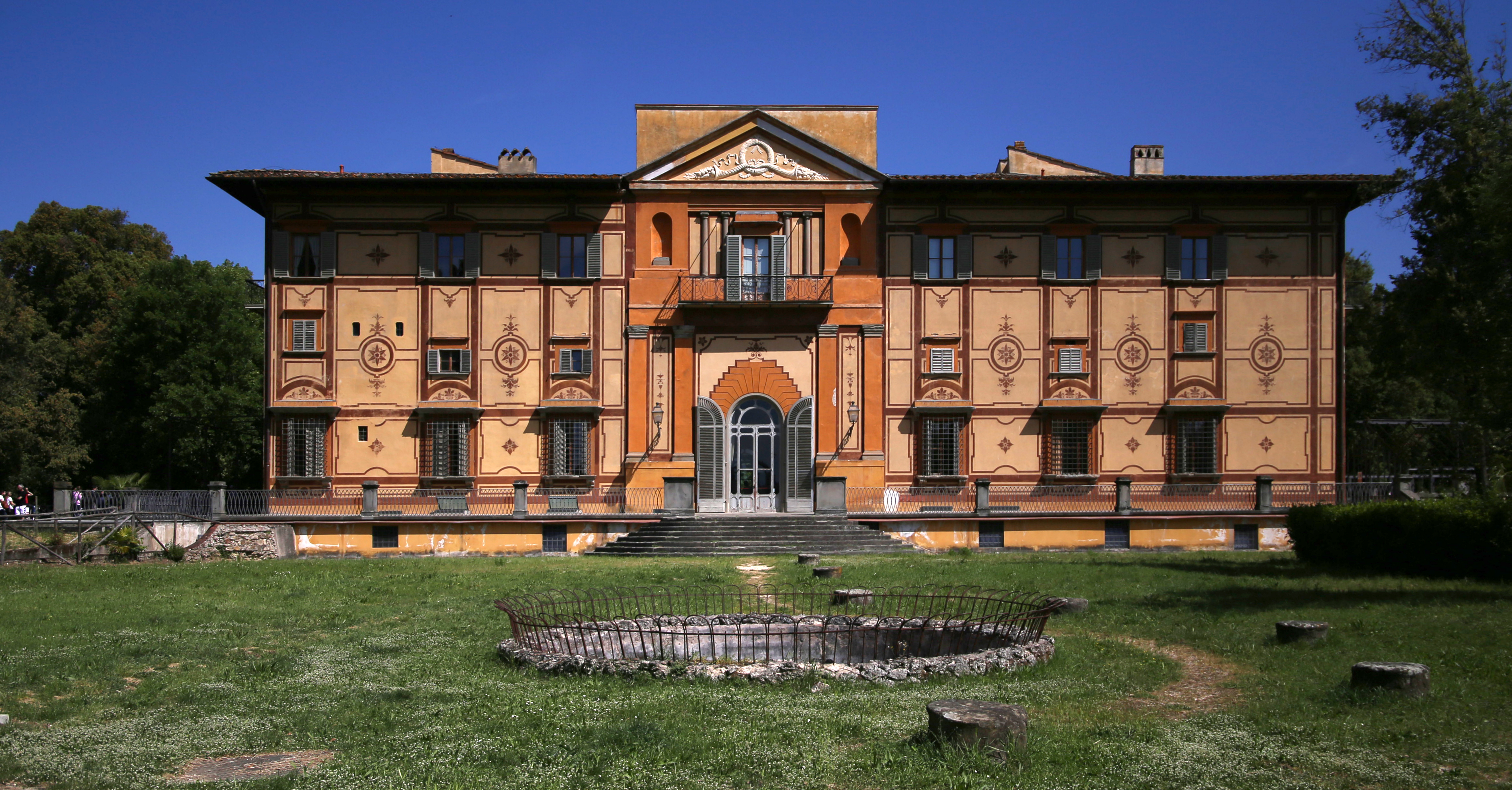
Villa Favard pod Florencją

Inne pałace i rezydencje Poniatowskich:
- Pałac Uruskich w Warszawie zbudowany na zlecenie ojca króla Stanisława Poniatowskiego (przebudowany w XIX wieku przez Uruskich)
- Pałac Ustronie w Warszawie przy ul. Górnośląskiej wybudowany przez podkomorzego Stanisława Poniatowskiego (zburzony)[1]
- Pałac Na Solcu wybudowany przez Kazimierza Poniatowskiego (zburzony)
- Ogród romantyczny „Na Książęcem” w Warszawie przy ulicy Książęcej, wybudowany przez Kazimierza Poniatowskiego (zachowany we fragmentach)
- Pałac letni i ogród „Na Górze” w Warszawie wybudowany przez Kazimierza Poniatowskiego[2]